# Cassandre (série télévisée)
Pour les articles homonymes, voir Cassandre (homonymie).
Cassandre est une série télévisée franco-belge créée par Mathieu Masmondet et Bruno Lecigne, dont le premier épisode a été diffusé le 28 novembre 2015 sur France 3.
La série est une coproduction de Barjac Production, France Télévisions, Be-FILMS et la RTBF (télévision belge).

## Synopsis
Une policière, habitante de Paris, est amenée à sacrifier sa carrière pour son fils et prendre de nouvelles fonctions dans un commissariat haut-savoyard où rien n’est aussi efficace ni aussi rapide qu’au 36 quai des Orfèvres. Elle devra s’adapter à une équipe qui ne l’attend pas, à des voisins qui se connaissent depuis longtemps, et où les nuits à la campagne sont très calmes. De nombreux crimes se produisent à Annecy et n’en sont pas moins intrigants et complexes.

## Distribution

### Équipe Florence Cassandre
- Gwendoline Hamon : commissaire Florence Cassandre
- Alexandre Varga : capitaine Pascal Roche
- Dominique Pinon : lieutenant Jean-Paul Marchand
- Jessy Ugolin : lieutenant Nicky Maleva

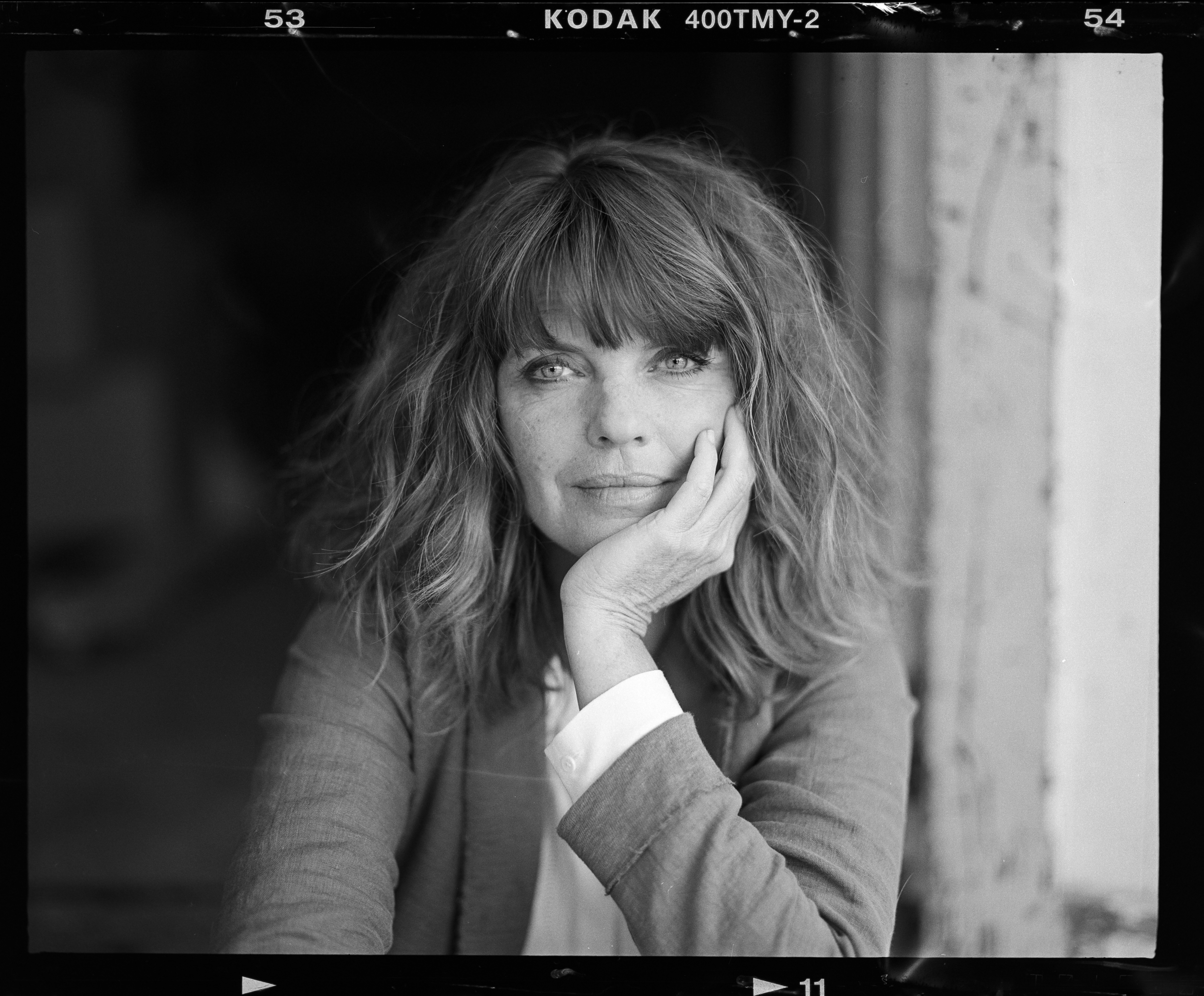
Gwendoline Hamon
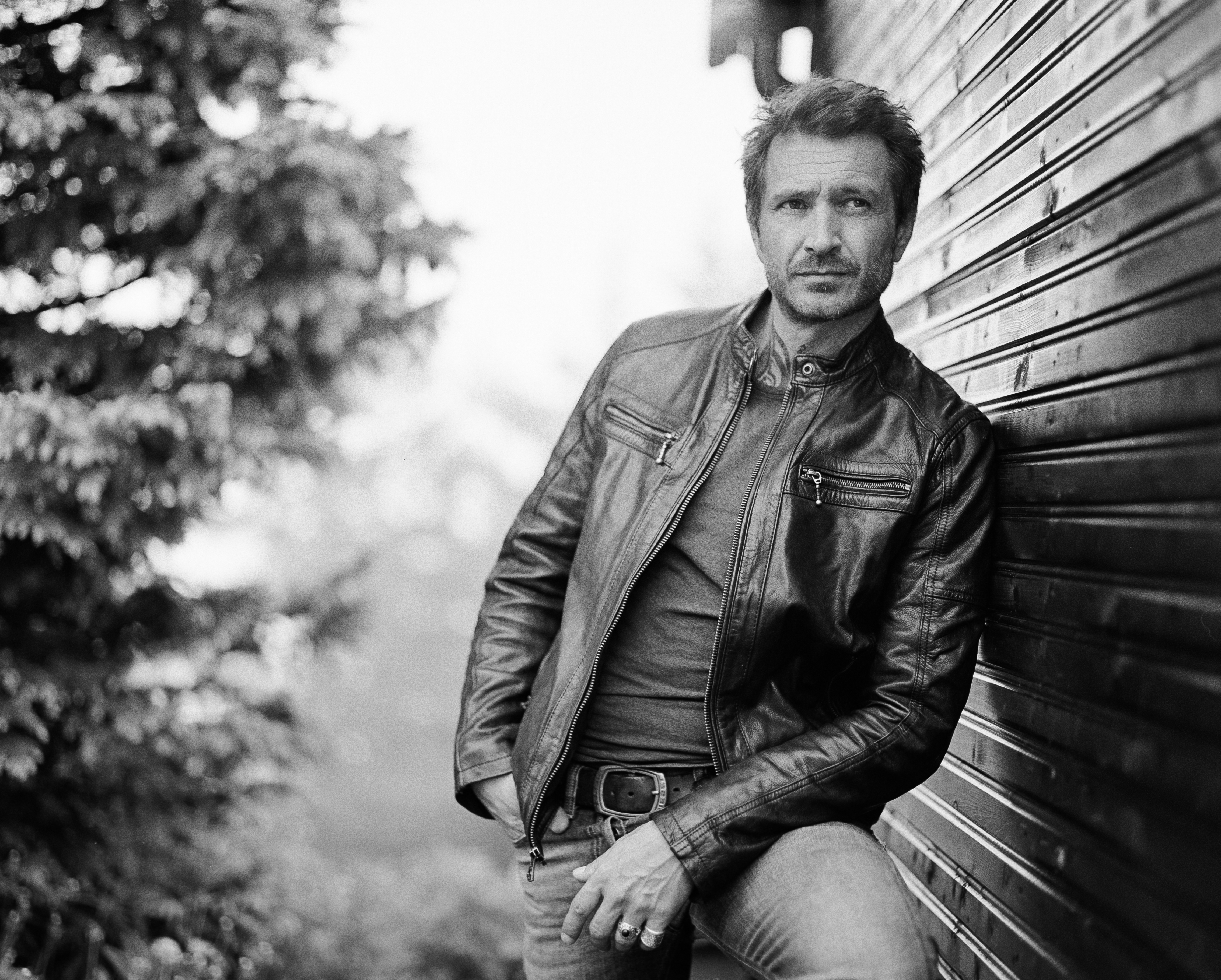
Alexandre Varga
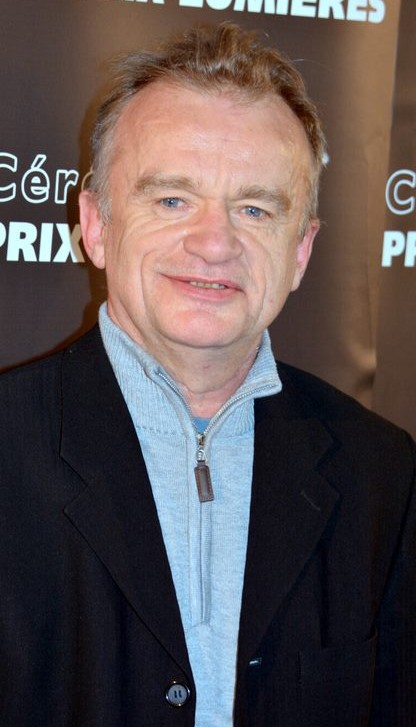
Dominique Pinon

### Commissariat
- Emmanuelle Bougerol : major Kerouac (depuis S05E03)
- Julien Héteau : Robinson Marques, stagiaire (depuis S05E03)
- Émilie Gavois-Kahn : major Sidonie Montferrat (S01E01 à S05E02, départ pour Fort-de-France)
- Christopher Bayemi : Benjamin Batelier, stagiaire (S04E01 à S05E02, départ pour Fort-de-France)

### Procureurs
- Sören Prévost : Étienne Chappaz (depuis S04E02)
- Béatrice Agenin : Évelyne Roche, mère de Pascal et Audrey, décédée (S01E01 à S04E01) décès (S04E03) mentionné seulement

### Famille Florence Cassandre
- Jules Houplain (S01E01 à S02E03) puis Luca Malinowski (depuis S02E04) : Jules Cassandre, fils de Florence
- Christophe Gendreau : Philippe Cassandre, ex-mari de Florence

### Famille Pascal Roche
- Lucie Rébéré : Audrey Roche, sœur de Pascal
- Fanny Ami : Lili Roussel, fille de Pascal (depuis S05E01)

### Famille Sidonie Montferrat
- Vincent Jouan : Gérard Montferrat, père de Sidonie

### Autres
- Fabrice Deville : Stéphane Voussac, rédacteur en chef d'Annecy Matin, et maître de stage puis employeur de Jules Cassandre (saisons 2 et 4)
- Stéphane Blancafort : commandant Yvan Carréla, ancien collègue de Florence au "36" (S01E01, S01E02, S02E01, S03E02)
- Agnès Sourdillon : amie et confidente du lieutenant Jean-Paul Marchand (depuis S05E02).

## Production

### Tournage

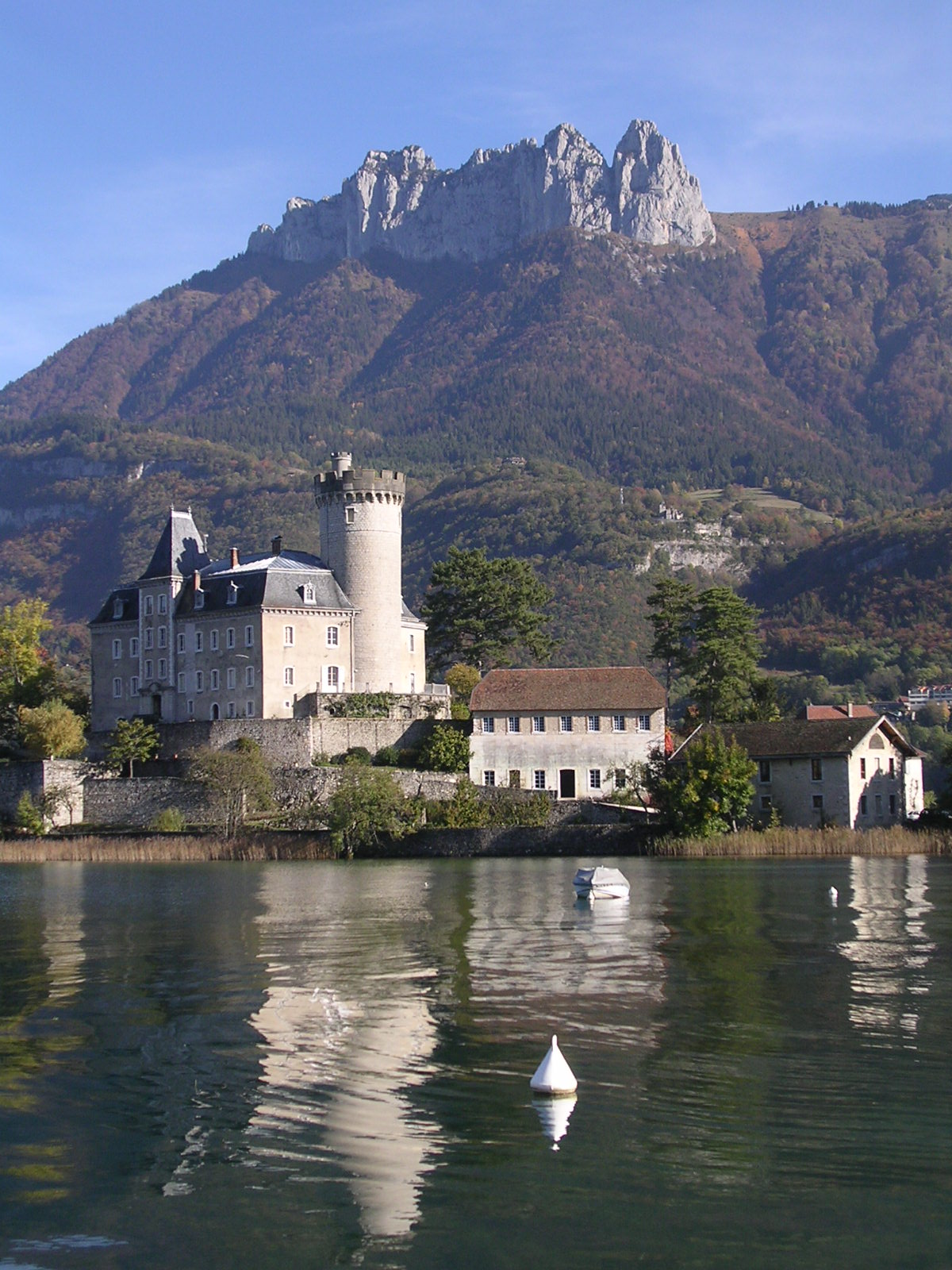
Château de Châteauvieux (Duingt)

Le tournage s'effectue dans les environs d'Annecy. Les prises de vue du commissariat sont effectuées dans les environs de Lyon, à Rillieux-la-Pape dans l'ancienne mairie. Les scènes d'hôpital sont tournées à la clinique du Val Rosay à Saint-Didier-au-Mont-d'Or (voir générique).

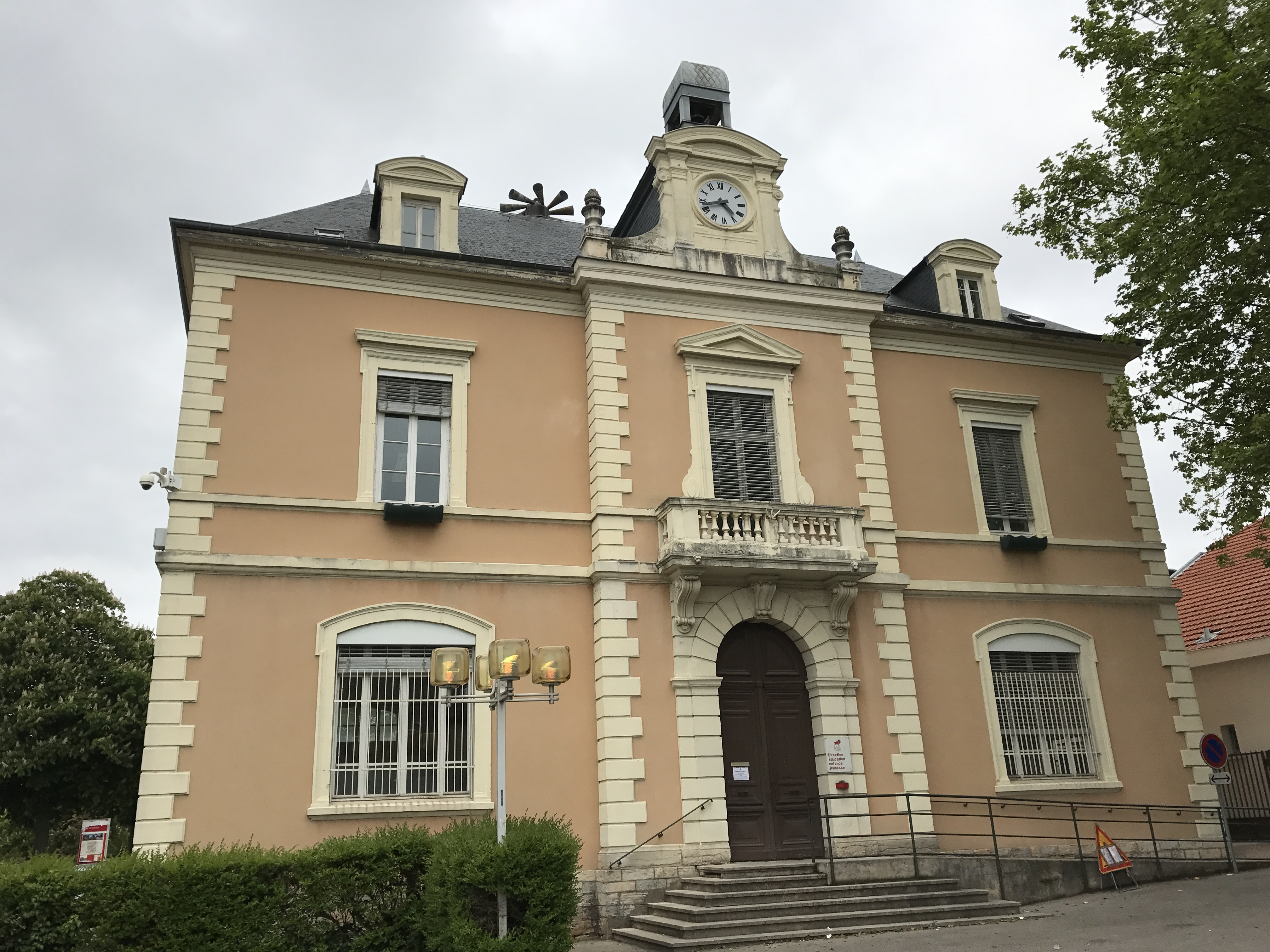
Le commissariat (ép. 1-7).
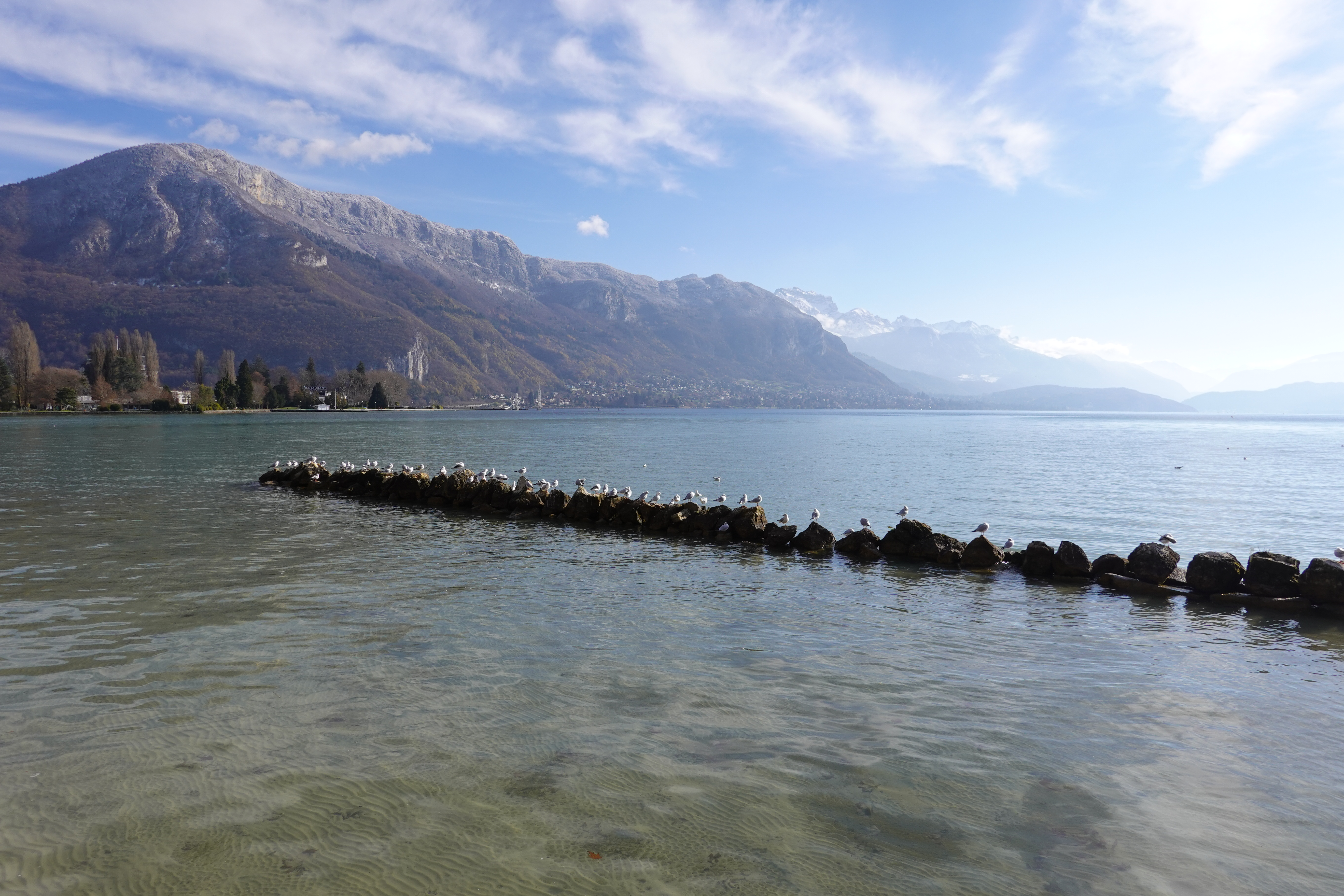
Lac d'Annecy.
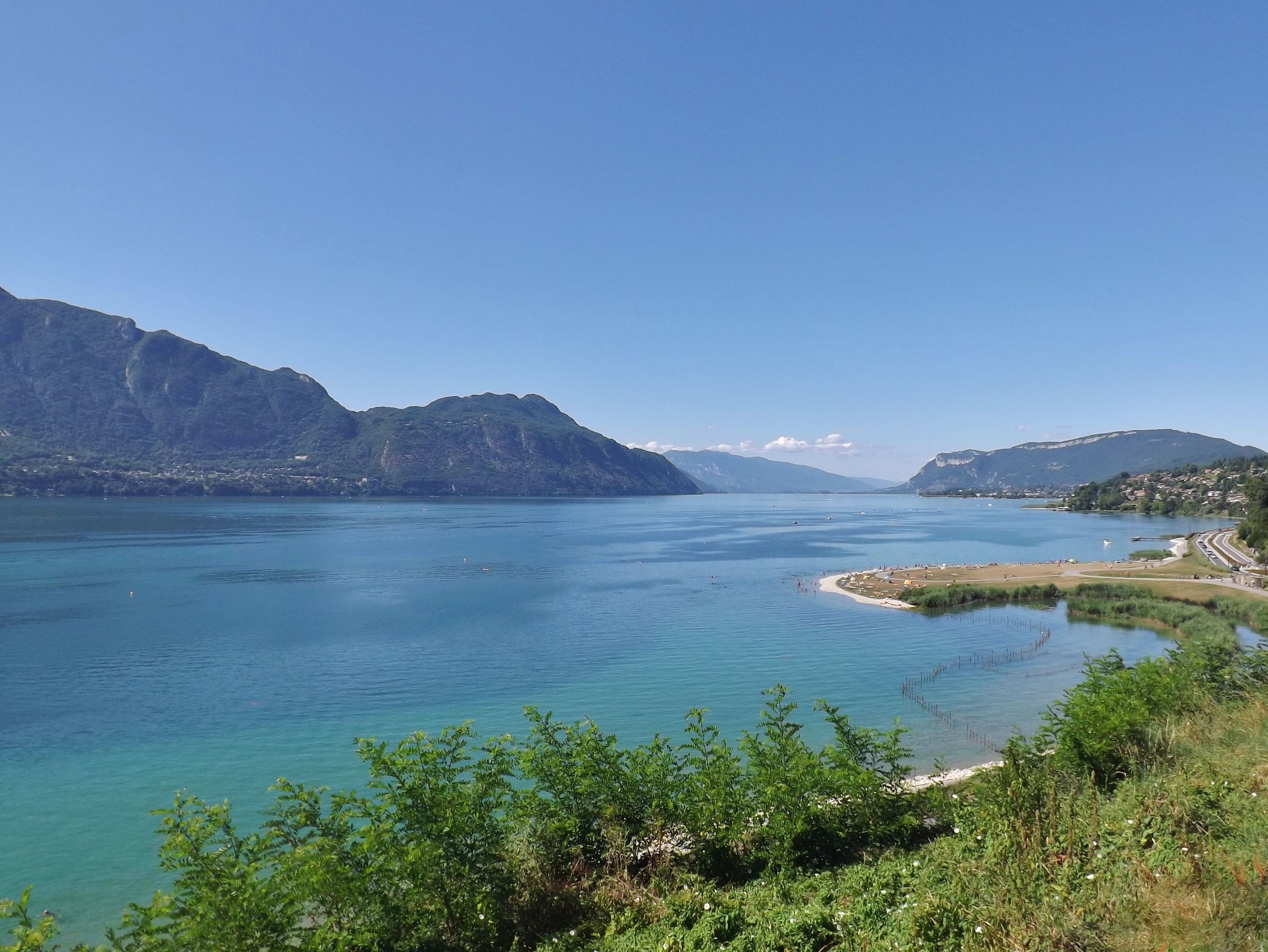
Lac du Bourget.
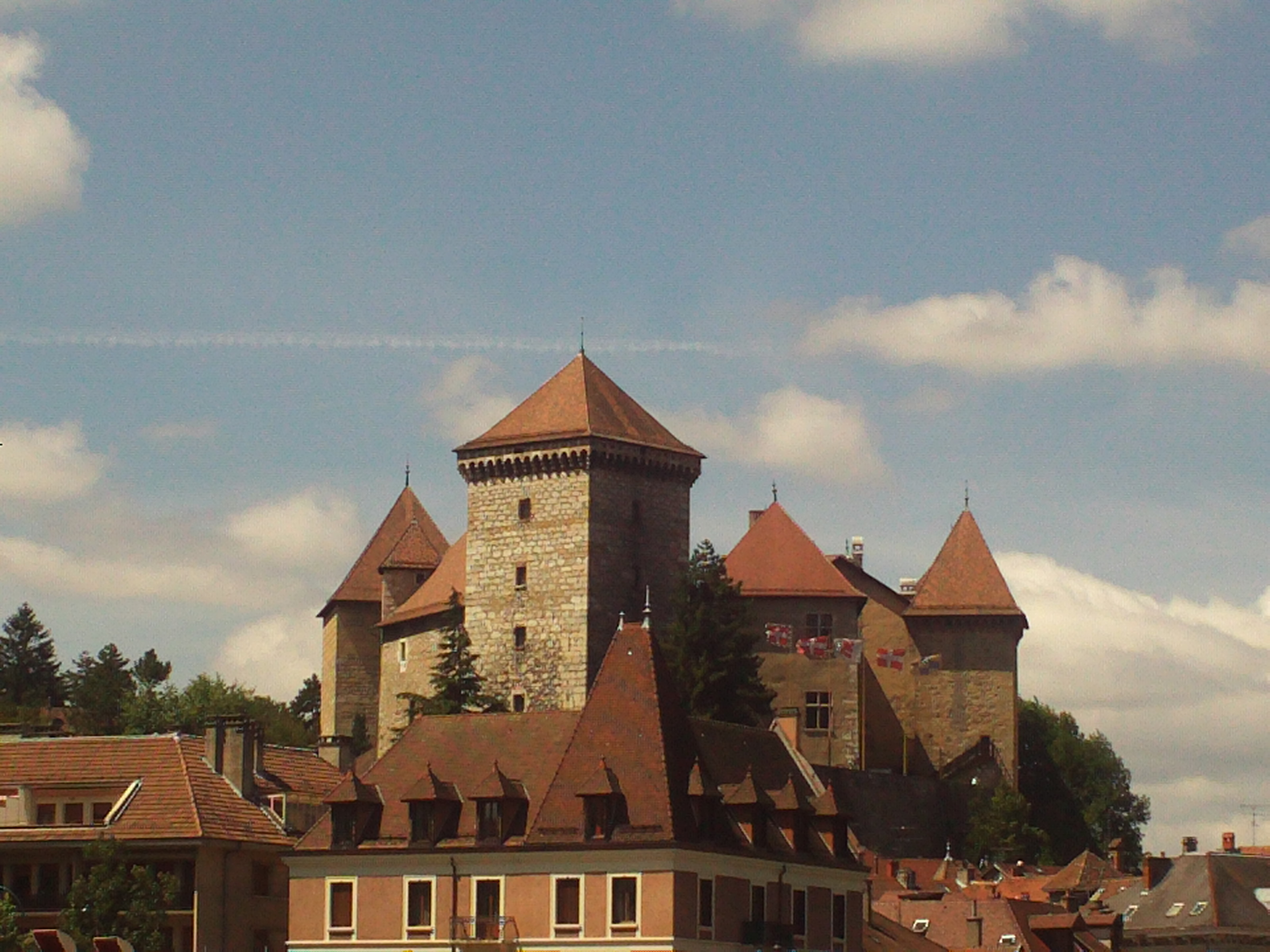
Château d'Annecy.
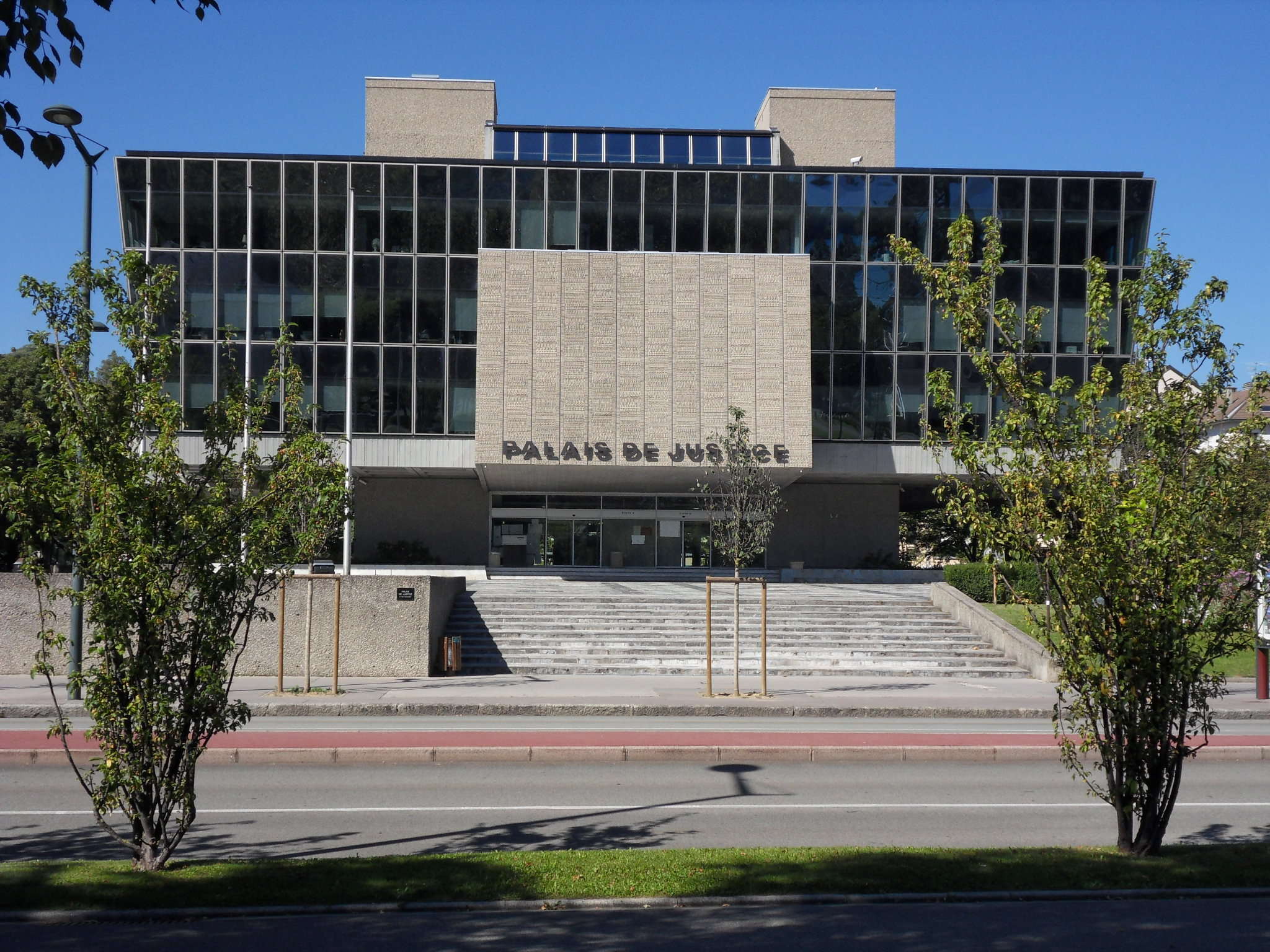
Palais de justice d'Annecy.

La production des épisodes a augmenté d'année en année. De deux épisodes pendant les deux premières saisons, la série est passée à quatre épisodes dès la troisième saison.

### Fiche technique
- Auteurs : Bruno Lecigne et Mathieu Masmondet
- Musique : Axelle Renoir et Sathy Ngouane
- Musique générique :  Constance Amiot et Nicolas Deutsch
- Production : Laurence Bachman
- Productrice associée : Emmanuelle Samoyault
- Sociétés de production : Barjac Production, Abrafilms, France Télévisions, Be-FILMS, RTBF (télévision belge)[1]
- Pays de production :  France,  Belgique
- Unité Fiction de France 3 : Anne Holmes, Pierre Merle, Marie Dupuy D'Angeac

## Univers de la série

### Personnages

#### Commissaire Florence Cassandre
Divorcée de Philippe Cassandre, responsable des douanes à Annecy, Florence Cassandre est commissaire divisionnaire au 36 quai des Orfèvres à Paris. Elle vit avec son fils Jules, 15 ans. Ce dernier vit mal la séparation de ses parents et commet des délits dont un braquage qui tourne mal. Sur décision judiciaire, Jules est envoyé au lycée Amédée de Savoie pour se rapprocher de son père. Alors qu'elle est promue à la tête du 36, Cassandre refuse le poste et demande sa mutation dans un commissariat d'Annecy. Son prédécesseur, le commissaire Bernard Roche est décédé accidentellement quelques semaines auparavant et elle est froidement accueillie par l'équipe de celui-ci. Dès sa prise de fonction, Cassandre enquête sur la mort d'une auxiliaire de vie repêchée dans le lac et tente d'imposer ses méthodes de travail qui diffèrent des habitudes de l'équipe. Son logement de fonction n'étant pas encore disponible, elle est logée dans un chalet isolé dans les montagnes. Coupée de ses amis, de sa famille, Cassandre espère rejoindre Paris à la fin de la scolarité de son fils. Son nom fait référence au mythe de Cassandre, l'annonciatrice de mauvaises nouvelles.

#### Capitaine Pascal Roche
Il est le fils du procureur Evelyne Roche et de feu le commissaire Bernard Roche. Il a une sœur cadette Audrey, avocate. Adolescent difficile, ses parents le placent au lycée Amédée de Savoie. Après sa scolarité, il disparait pendant 5 ans en Indonésie sans donner signe de vie. Il revient à Annecy bardé de tatouages et décidé à travailler avec son père dans la police. Impulsif, bravant l'autorité, l'arrivée de Cassandre n'est pas pour lui plaire. Il finit par reconnaître l'efficacité de ses méthodes car ils découvrent que son père a été assassiné. Il a une liaison avec le lieutenant Maleva jusqu'à l'épisode 1 de la saison 2, où elle prendra fin. Au gré des épisodes, en effet, ses relations avec sa commissaire deviendront plus proches...

#### Lieutenant Nicky Maleva
Enfant adoptée. Sportive, adepte du parapente. Ses qualités sont reconnues par Cassandre. Elle a une liaison avec son supérieur, le capitaine Roche mais y met fin à l'épisode 1 de la saison 2.

#### Lieutenant Jean-Paul Marchand
Veuf. Meilleur ami de feu le commissaire Roche. C'est le seul à accueillir chaleureusement Cassandre.

#### Major Sidonie Montferrat
Chef de poste du commissariat. Femme de poigne. Elle entretient une chaleureuse amitié avec le lieutenant Jean-Paul Marchand.

#### Major Kerouac
Elle remplace la major Sidonie Montferrat.

#### Procureur Évelyne Roche
Épouse de feu le commissaire Roche. Mère du capitaine Pascal Roche et de maître Audrey Roche. Elle considère l'arrivée de Cassandre à Annecy comme une faute de parcours d'autant plus qu'elle estime que la place revient à son fils. C'est une mère très attachée à ses enfants et encore blessée par la disparition de son fils pendant cinq ans. Ses relations avec Cassandre restent tendues jusqu'à l'épisode 4 de la saison 1 dans lequel son fils est victime d'une tentative de meurtre. Depuis, la procureur ne tarit pas d'éloges sur son efficacité. Au fil des saisons, elles deviendront même amies, confidentes et s'entraideront à l'occasion sur un plan personnel.

#### Philippe Cassandre
Alors que son couple est au plus mal, il accepte le poste de chef des douanes à Annecy dont il est originaire. Quelques mois plus tard, son fils Jules le rejoint. Il se remarie et a un nouvel enfant.

#### Ivan
Collègue de Cassandre du 36 et amant.

#### Stéphane Voussac
Directeur du journal Annecy matin depuis la saison 2 et courtisan de Cassandre. Il engage son fils Jules comme stagiaire puis comme journaliste après son bac (Ep. 4 S. 02).

## Saison 1 (2015-2017)

### Épisode 1:Le Saut de l'ange(pilote)
- Numéro de production : 1 (1-01)
- Réalisation : Éric Duret

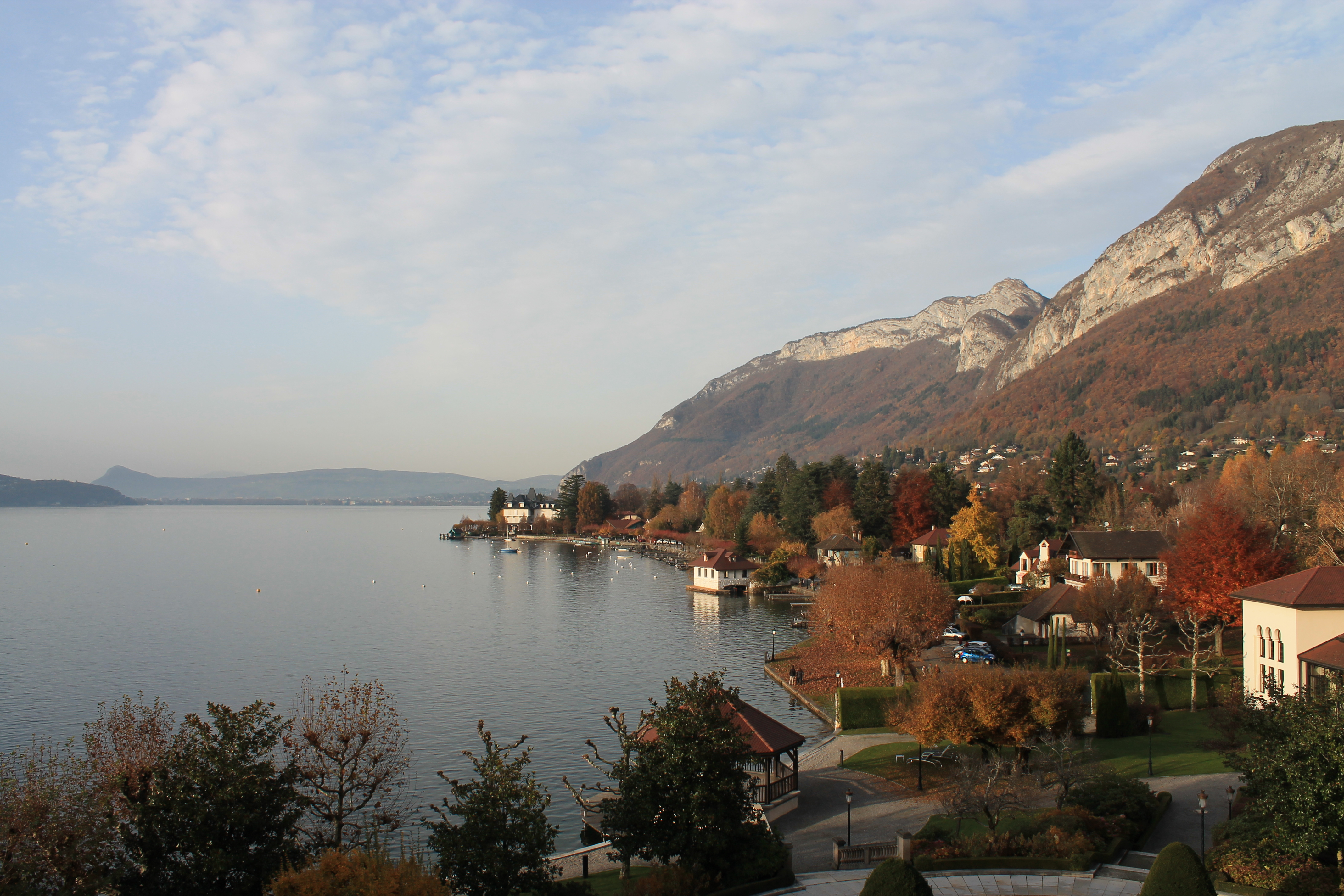
Baie de Menthon-Saint-Bernard.

- Scénario : Bruno Lecigne et Mathieu Masmondet
- Date de diffusion :
  - 28 novembre 2015 sur France 3 (3,94 millions de téléspectateurs / 17,2 % de part de marché)[4]
- Résumé : Le Commissaire Cassandre est en lice pour prendre la tête du 36 mais elle demande sa mutation pour Annecy afin de s'occuper de son fils Jules. Tout en faisant connaissance avec sa nouvelle équipe, elle enquête sur la mort d'une auxiliaire de vie.

- Distribution :

- - Delphine Serina : Claire Morand
  - Bruno Putzulu : Hervé Morand
  - Marc Citti : Alexandre Morand
  - Franck Adrien : Kessler

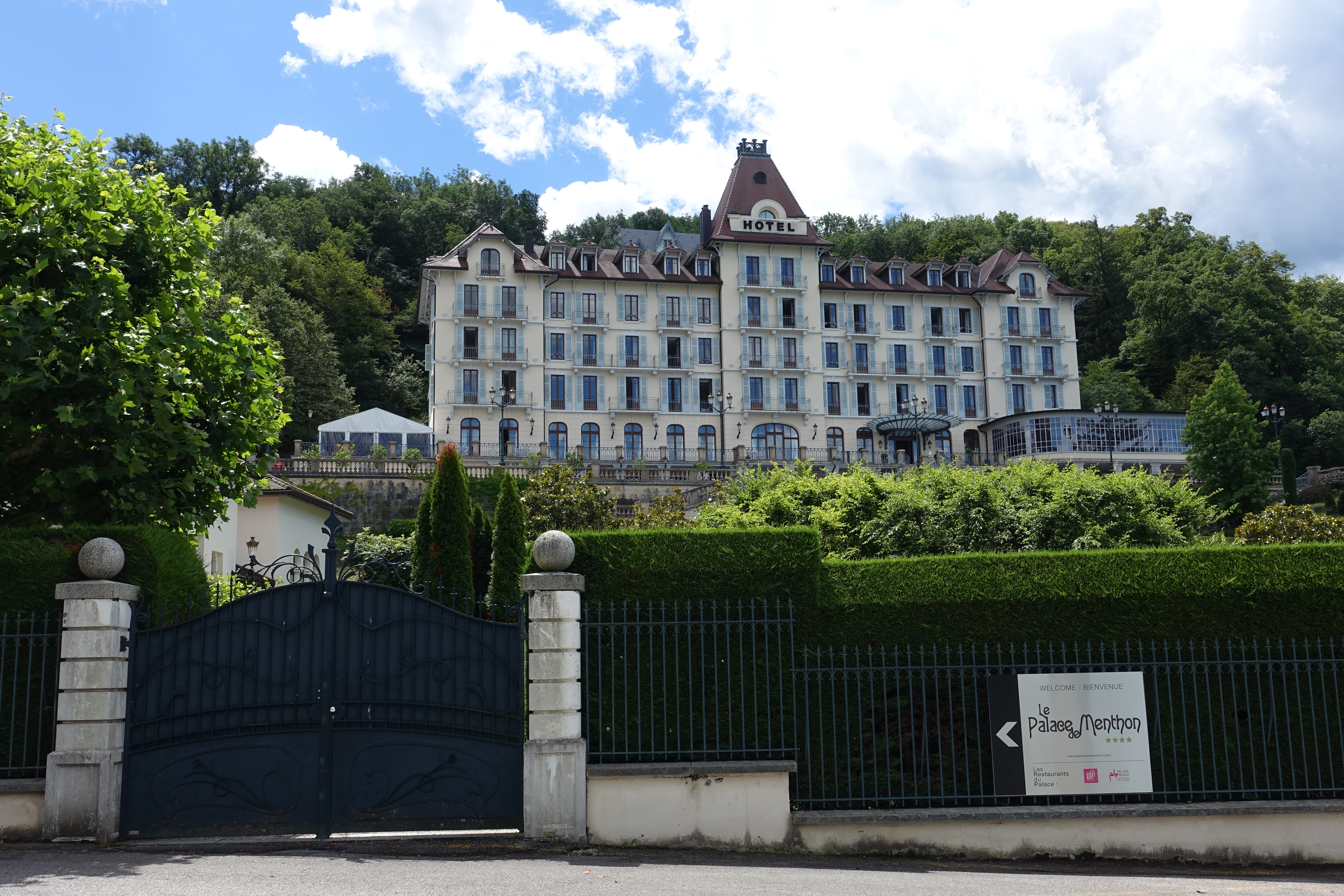
Hôtel de Menthon-Saint-Bernard.

- Tournage : pilote de la série tourné en avril et mai 2015[5]. Grâce à sa bonne audience, France 3 commande trois nouveaux épisodes[5],[6]. Les prises de vue ont été effectuées sur le ponton de la plage d'Albigny à Annecy, à Thônes et à Menthon-Saint-Bernard[7], et au col de la Chambotte.

### Épisode 2:L'École est finie
- Numéro de production : 2 (1-02)
- Réalisation : Éric Le Roux

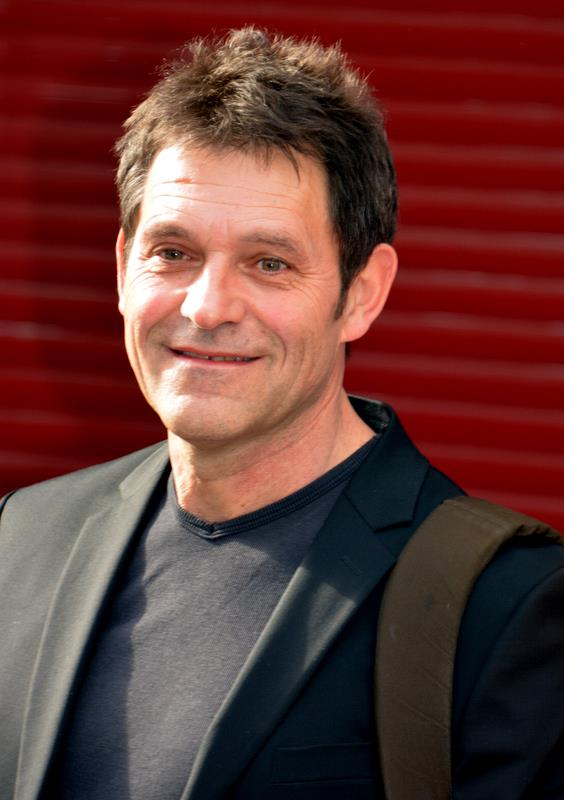
Patrick Catalifo

1ère assistante réalisateur: Audrey Janin
- Scénario : Bruno Lecigne et Mathieu Masmondet
- Date de diffusion :
  - 28 mai 2016 sur France 3 (2,75 millions de téléspectateurs / 12,7 % de part de marché)[8]
- Résumé : Gaëlle Servaz, éducatrice dans un lycée pour jeunes en difficulté, et autres délinquants, est retrouvée morte chez elle, sauvagement assassinées. À Annecy, l'affaire fait grand bruit. Les querelles autour de la création de ce lycée spécialisé refont surface, compliquant les investigations de Cassandre et ses équipiers. De son côté, la procureure Evelyne Roche fait tout pour que l'établissement ne soit pas mis en cause. Malheureusement, après une première piste rapidement écartée, tous les indices concordants mettent en exergue le centre scolaire. Au point que le fils de la commissaire devient le principal suspect...
- Distribution :
  - Patrick Catalifo : André Berthaud
  - Victor Le Blond : Kevin
  - Maxence Pupillo : Nathan
  - Jules Houplain : Jules
  - Jérémie Chanas : Lucas Perrin
  - Mélanie Baxter-Jones : Gaêlle Servaz
  - Alain Blazquez : Le proviseur
  - Alexandra Bialy : Anaîs Marchand
  - Damien Gouy : Le vendeur
  - Jérome Fonlupt : Franck
  - Bernard Villanueva : Directeur de la scierie
  - Yvan Garouel : Le psy du lycée
  - Pascal Robert : Riverain
- Tournage : janvier et février 2016[9] notamment au lycée Les Chassagnes à Oullins et à la clinique du Val Rosay à Saint-Didier-au-Mont-d'Or (générique); mais aussi Menthon-Saint-Bernard, Lathuile, Doussard, Annecy, Montmin, Rillieux-la-Pape, Thônes.

### Épisode 3:Neiges éternelles
- Numéro de production : 3 (1-03)
- Réalisation : Bruno Garcia

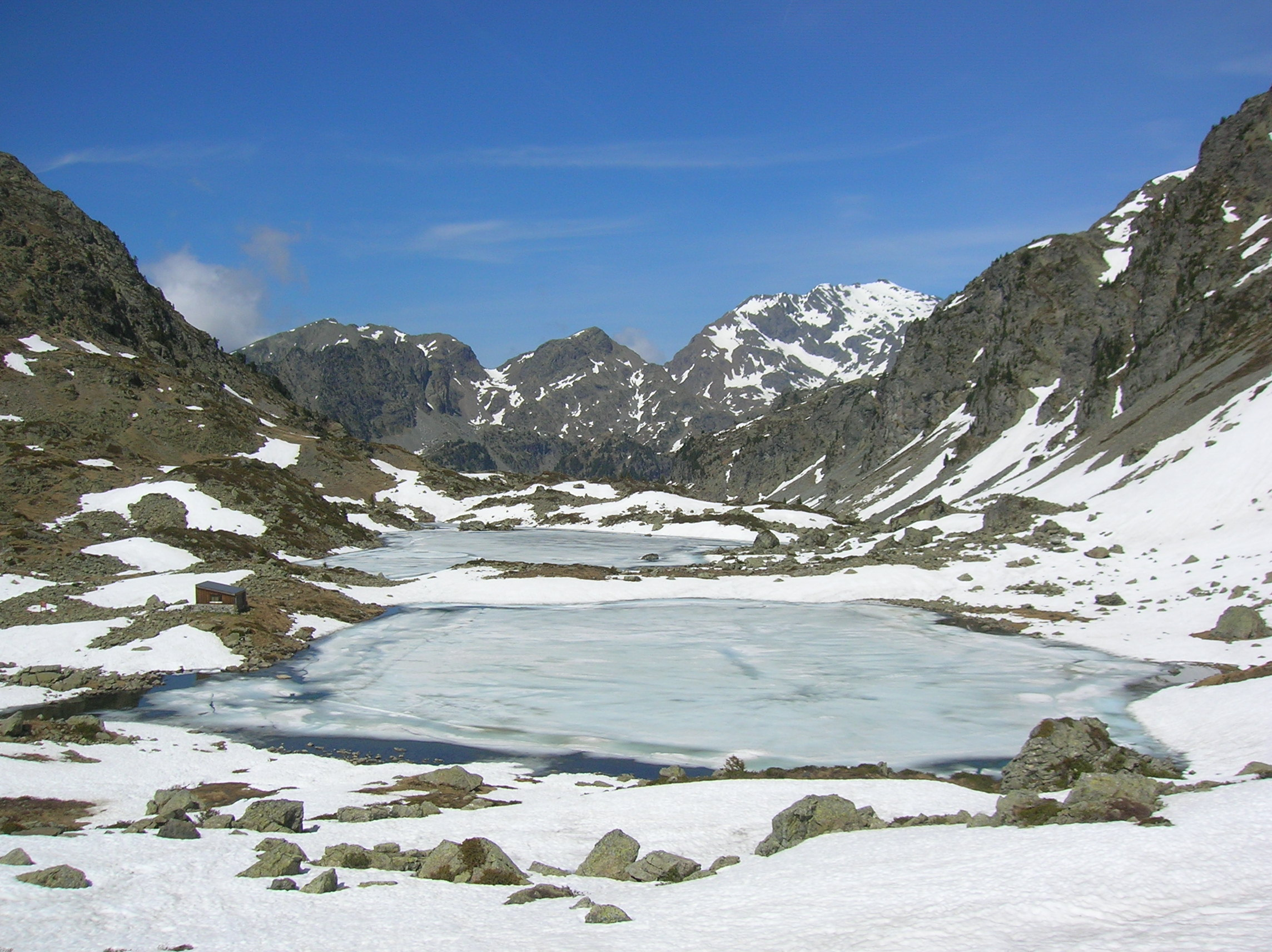
Lacs Robert

- Scénario : Bruno Lecigne et Mathieu Masmondet
- Date de diffusion :
  - 11 février 2017 sur France 3 (3,99 millions de téléspectateurs / 18 % de part de marché)[10]
- Résumé : Par un bel après-midi, des randonneurs parcours le massif du Mont Blanc. Des coups de feu détonnent soudainement. Le couple est abattu, sans mobile apparent. Leur fille, Estelle Saboulet, 25 ans, championne olympique de biathlon, est retrouvée blessée, dans le coma. Etait-elle visée ? Ou bien sa mère, riche propriétaire d'une bijouterie renommée d'Annecy ? Cassandre débute ses investigations.
- Distribution :
  - Philippe Duclos : Bertrand Janin
  - Julie Jézéquel : Adeline Girod
- Tournage : en février et mars 2016 notamment à la station de Chamrousse en Isère[11],[12] notamment aux Lacs Robert[13].

### Épisode 4:Turbulences
- Numéro de production : 4 (1-04)
- Réalisation :  Éric Le Roux

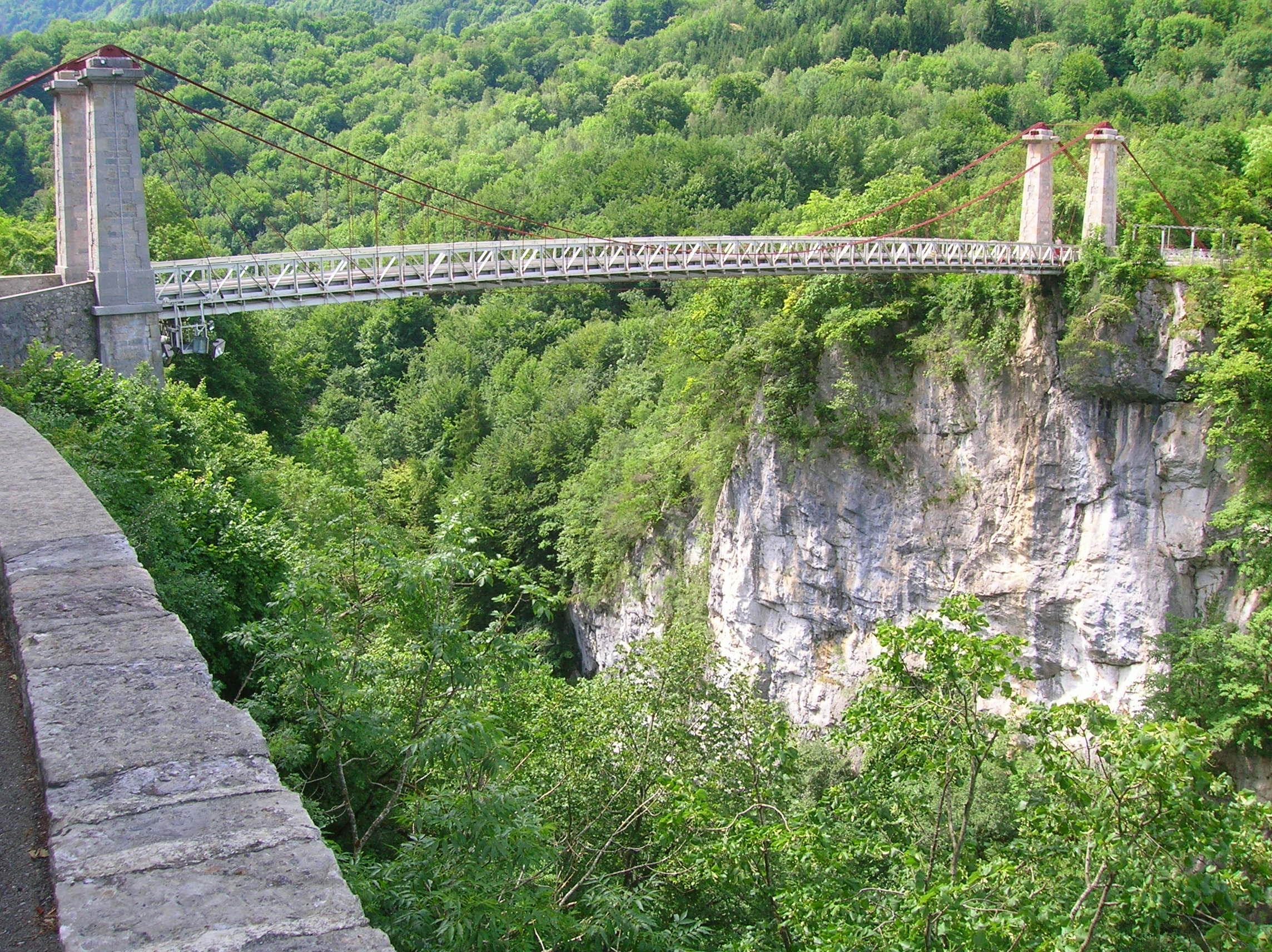
Pont de l'Abîme

- Scénario : Bruno Lecigne et Mathieu Masmondet
- Date de diffusion :
  - 18 février 2017 sur France 3 (3,7 millions de téléspectateurs / 16,7 % de part de marché)[14]
- Résumé : Le capitaine Roche est victime d'une tentative de meurtre par un motard, en pleine rue, devant une clinique de chirurgie esthétique réputée d'Annecy. Le policier est secouru par un chirurgien, le Docteur Meyer, mais perd connaissance. Il se réveille hanté par les images d'une jeune femme aux yeux d'un bleu perçant, riant aux éclats et comme poursuivie par une caméra. Cassandre et Evelyne s'interrogent : qui peut en vouloir à Roche au point d'attenter à sa vie ?
- Distribution :
  - Jérôme Anger : Docteur Meyer
  - Aurélie Bargème : Elodie Wilhem
  - Gabrielle Atger : Joséphine
  - Benjamin Baroche : Roland Garcia
- Tournage : en juin et juillet 2016 notamment sur le Pont de l'Abîme en Haute-Savoie[15].

## Saison 2 (2017-2018)

### Épisode 1:Retour de flamme
- Numéro de production : 5 (2-01)
- Réalisation : Hervé Renoh

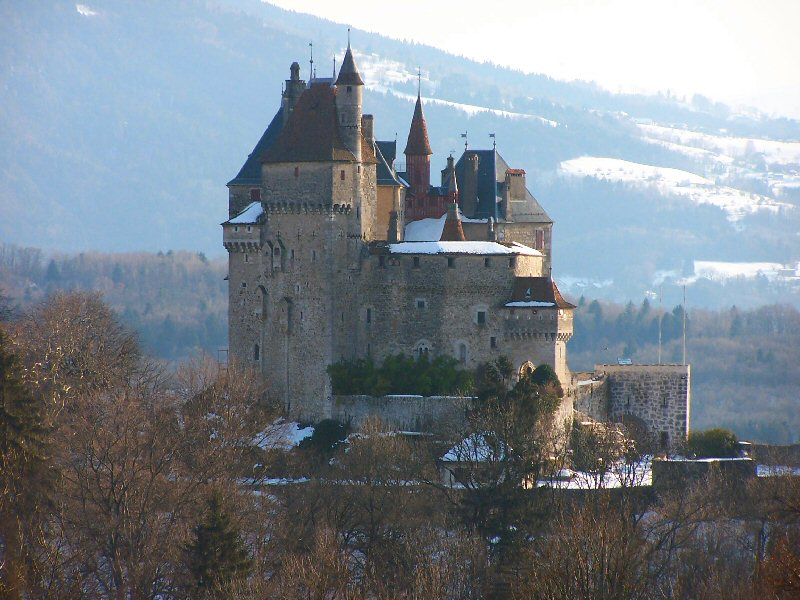
Château de Menthon-Saint-Bernard.

- Scénario : Bruno Lecigne et Mathieu Masmondet
- Date de diffusion :
  - 27 janvier 2018 sur France 3 (4 millions de téléspectateurs / 17,7 % de part de marché)[16]
- Résumé : Un drame spectaculaire s'est produit au Château d'Annecy-le-Vieux. Le maire du village  est retrouvé mort au pied du château en cours de restauration, vraisemblablement précipité dans le vide. Chargée de l'enquête, Cassandre se penche sur un ancien dossier ; celui de Guillaume le miraculé, un enfant disparu en 2004 et réapparu mystérieusement dix ans plus tard. Y aurait-il un lien entre ces deux affaires ?
- Distribution :
  - Antoine Duléry : David Chalmont
  - Anne Girouard : Sylvie Chalmont
  - Thomas Silberstein : Guillaume Chalmont
  - Anne Caillon : Pauline Lecouvreur
- Tournage : en février et mars 2017[17]. Le château de Menthon-Saint-Bernard sert de décor pour le château d'Annecy-le-Vieux[18].

### Épisode 2:Le Pacte
- Numéro de production : 6 (2-02)
- Réalisation : Sylvie Ayme

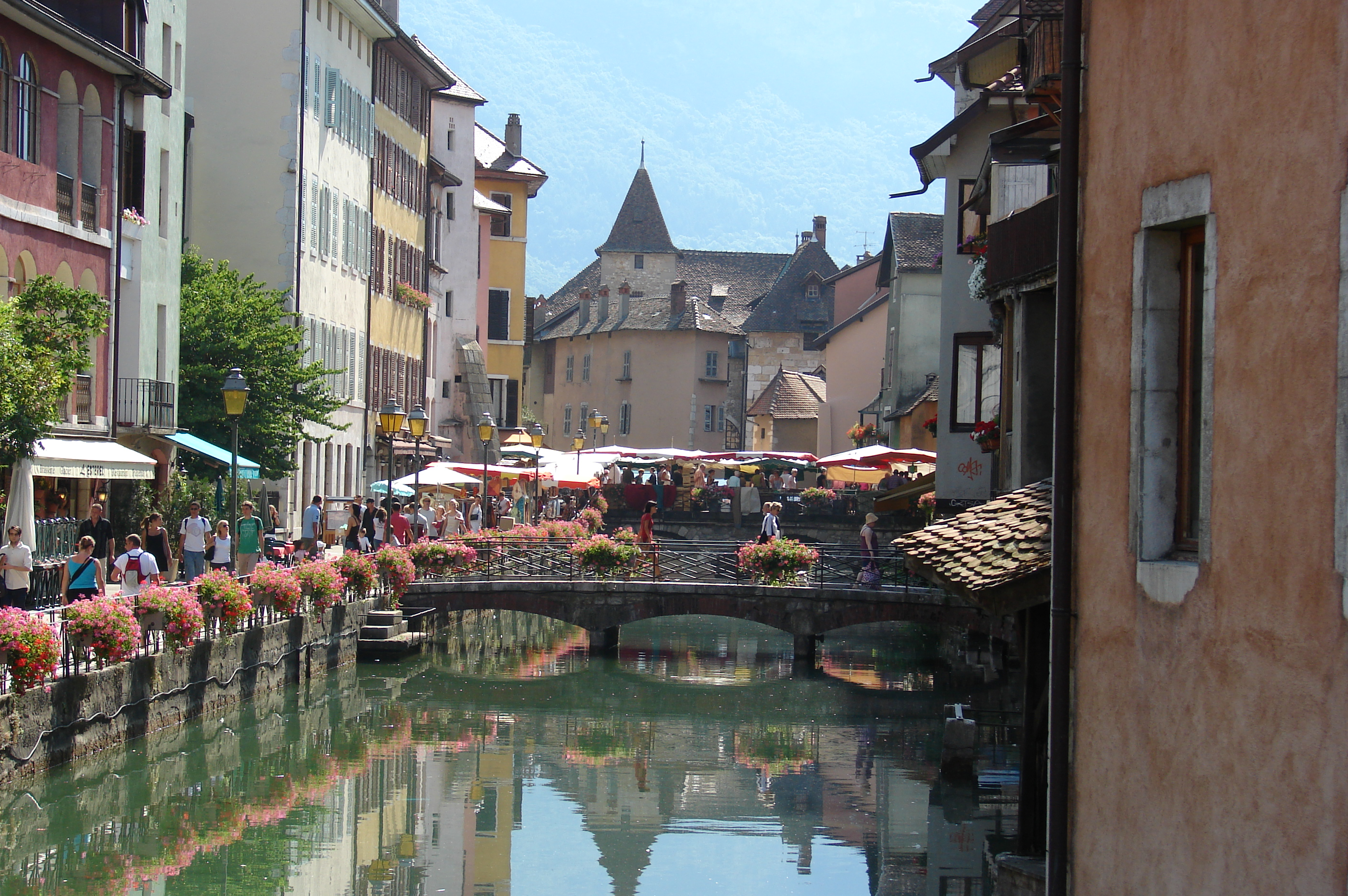
Canal d'Annecy.

- Scénario : Yann Le Gall, Bruno Lecigne et Mathieu Masmondet
- Date de diffusion :
  - 3 février 2018 sur France 3 (3,90 millions de téléspectateurs / 17,5 % de part de marché)[19]
- Résumé : Le cadavre de maître Thomas Valin, avocat d'un important laboratoire de biogénétique, est repêché dans un canal de la ville.
- Distribution :
  - Bernard Yerlès : Maxime Vernoux
  - Noémie Kocher : Laura Genefort
  - Sophie de La Rochefoucauld : Sandrine Valin
- Tournage : en mars et avril 2017 notamment à la mairie du 9e arrondissement de Lyon[20].

### Épisode 3:À contre-courant
- Numéro de production : 7 (2-03)
- Réalisation : François Guérin

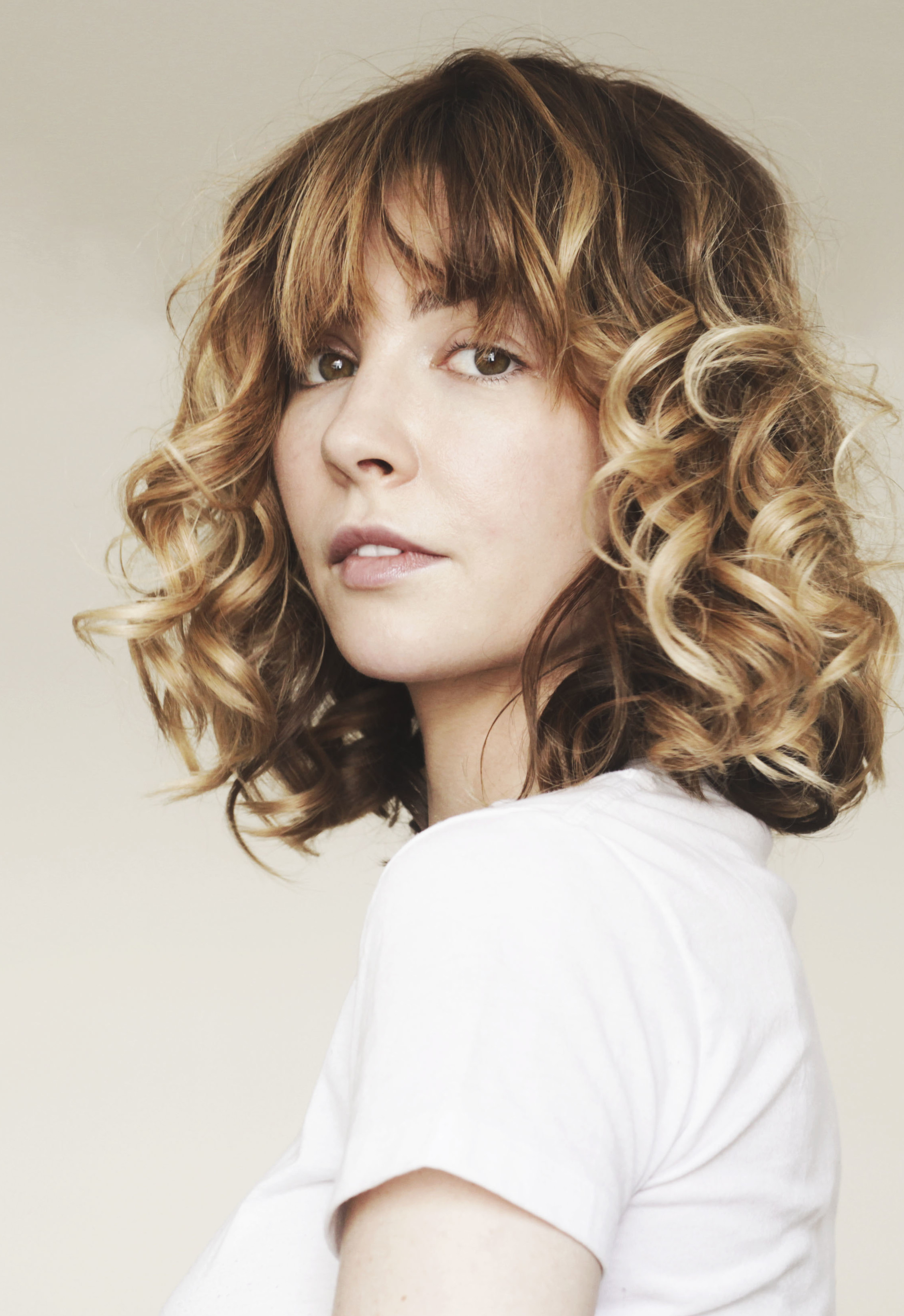
Alix Bénézech

- Scénario : Killian Arthur et Nicolas Jones-Gorlin
- Date de diffusion :
  - 10 février 2018 sur France 3 (3,96 millions de téléspectateurs / 17,3 % de part de marché)[21]
- Résumé : Lors d'un transfert, deux prisonnières s'évadent en tirant sur un gendarme.
- Distribution :
  - Alix Bénézech : Adèle Pélias
  - Dounia Coesens : Nadia Dacosta
  - Fred Saurel : Jérôme Vaquerie
- Tournage : en mai et juin 2017 notamment à Bagnols[22].

### Épisode 4:Le Valet noir
- Numéro de production : 8 (2-04)
- Réalisation : Benoît d'Aubert

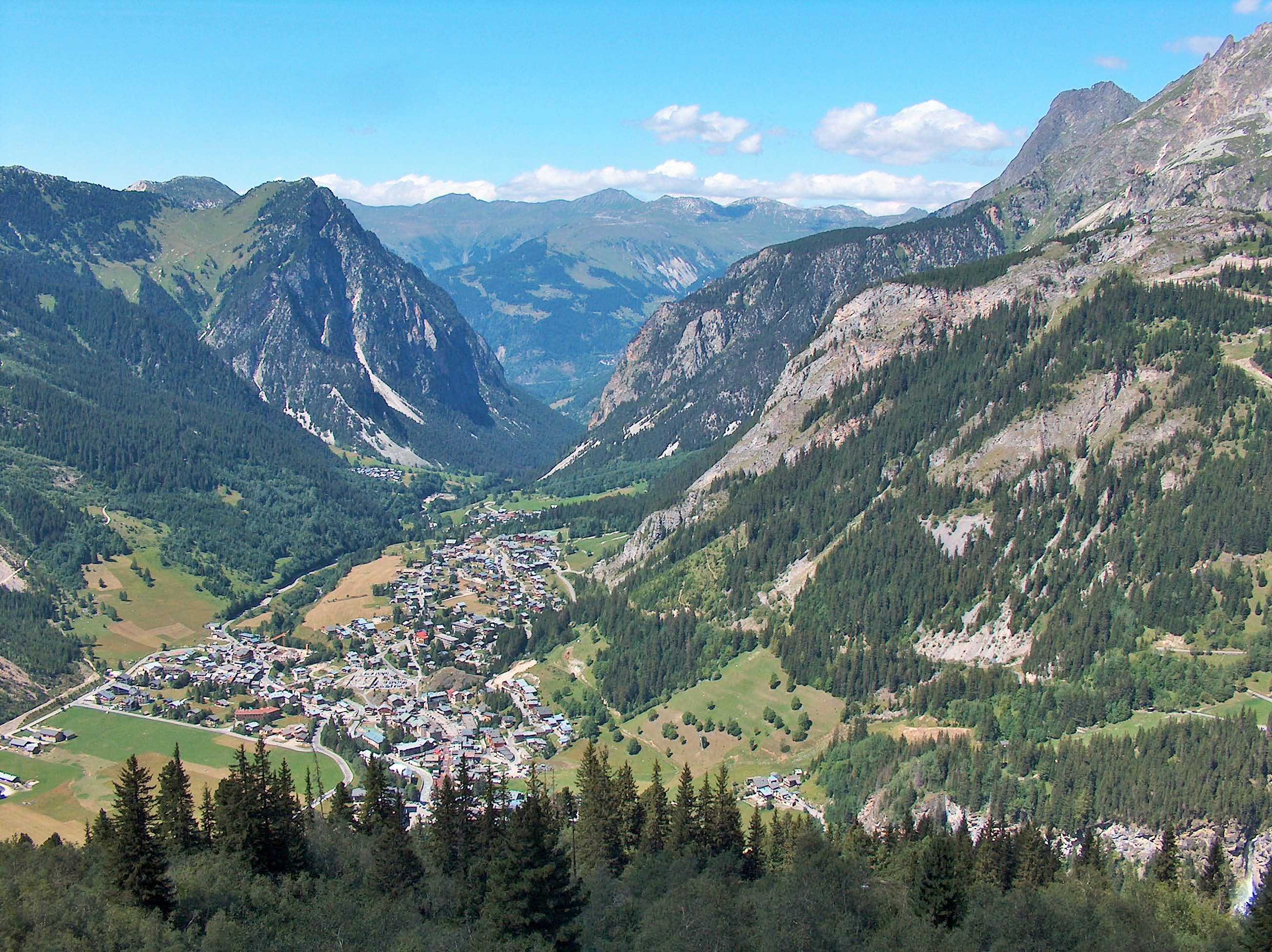
Pralognan-la-Vanoise.

- Scénario : Jean-Marc Rudnicki et Mikaël Ollivier
- Date de diffusion :
  - 17 février 2018 sur France 3 (4,223 millions de téléspectateurs / 19 % de part de marché)[23]
- Résumé : Un jeune médecin est retrouvé mort dans sa voiture, suspendue à un piton rocheux.
- Distribution :
  - Didier Flamand : Charles Favereau
  - Florence Loiret Caille : Isabelle Cantin
  - Atmen Kelif : Pierre Cantin
  - Lilly Rose Debos : Juliette Cantin
  - Ariane Séguillon : Rose Bremond
  - Alain Bert : Docteur Leterrier
  - Luca Malinowski : Jules[24] Cassandre
  - Magalie Mateci : Marie Aubenas
  - Mehdi Belahouane : Kamel Nedjari
  - Fatima Aibout : Latifa Nedjari
  - Loqman Menas : Youssef Nedjari
  - Valerian Moutawe : Dylan Morel
  - Étienne Diallo : agent de sécurité
  - Sandrine Bervas : grimpeuse
  - Clément Morinière : grimpeur
  - Anouchka Csernakova : madame Roux
  - Karine Révélant : Annie
  - Rémi Cotta : monsieur Jo
  - Frédéric Moulin : serveur
  - Amandine Longeac : femme claustro
- Tournage : en septembre et octobre 2017 notamment à Pralognan-la-Vanoise[25] et au col de la Chambotte[26], mais aussi les villes de Saint-Germain-la-Chambotte, Entrelacs, Talloires-Montmin, Collonges-au-Mont-d'Or, Mornant, Givors, Centre Hospitalier de Sainte-Foy-Lès-Lyon, SDIS73.

## Saison 3 (2018-2019)

### Épisode 1:Fausse note
- Numéro de production : 9 (3-01)
- Réalisation :  Éric Le Roux
- Scénario : Luc Chaumar, Jean-Marie Chavent, Marie-Pierre Thomas, Nassim Ben Allal
- Résumé : Un cadavre est découvert lors d'une partie d'airsoft. Il s'agit de Lucas Marceau, infirmier à la clinique des Cimes. L'enquête s'oriente bientôt vers un élève de sa femme Magalie Marceau, jeune professeure de piano : le jeune David Lemoine, 16 ans, musicien prodige à l'école Chopin, qui est aussi l'élève du célèbre, et terrible, professeur Triberg.
- Dates de diffusion :
  - le 19 octobre 2018 sur RTS Un
  - le 2 février 2019 sur France 3 (4,43 millions de téléspectateurs / 20,3 % de part de marché)[27]
- Distribution :
  - Yvon Back : Christian Lemoine
  - Grégoire Bonnet : Simon Triberg
  - Samuel Charle: Franck Pasquier[28]
- Tournage : mars et avril 2018.

### Épisode 2:Mort blanche
- Numéro de production : 10 (3-02)
- Réalisation :  Éric Le Roux
- Scénario : Bruno Lecigne et Christophe Gavat
- Résumé : Une jeune étudiante meurt d'une overdose sur un chemin de randonnée.
- Date de diffusion :
  - le 28 septembre 2018 sur RTS Un
  - le 23 février 2019 sur France 3 (3,96 millions de téléspectateurs / 18,5 % de part de marché)[29]
- Distribution :
  - Guillaume Cramoisan : Sébastien Boisseau
  - Vincent Primault : Paul Favre
  - Coraly Zahonero : Isabelle Favre
  - Alexandra Vandernoot : Claudia Moreno
  - Philippe Hérisson : Cherki Casper
- Tournage : mars et avril 2018 notamment à Ugine[30].

### Épisode 3:Sans condition
- Numéro de production : 11 (3-03)
- Réalisation : Hervé Renoh[31]
- Scénario : Marie Deshaires et Catherine Touzet
- Date de diffusion :
  - le 8 février 2019 sur RTS Un
  - le 9 février 2019 sur France 3 (3,85 millions de téléspectateurs / 17,8 % de part de marché)[32]
- Résumé : Un collègue de Philippe Cassandre est retrouvé mort dans un camion de contrebande.

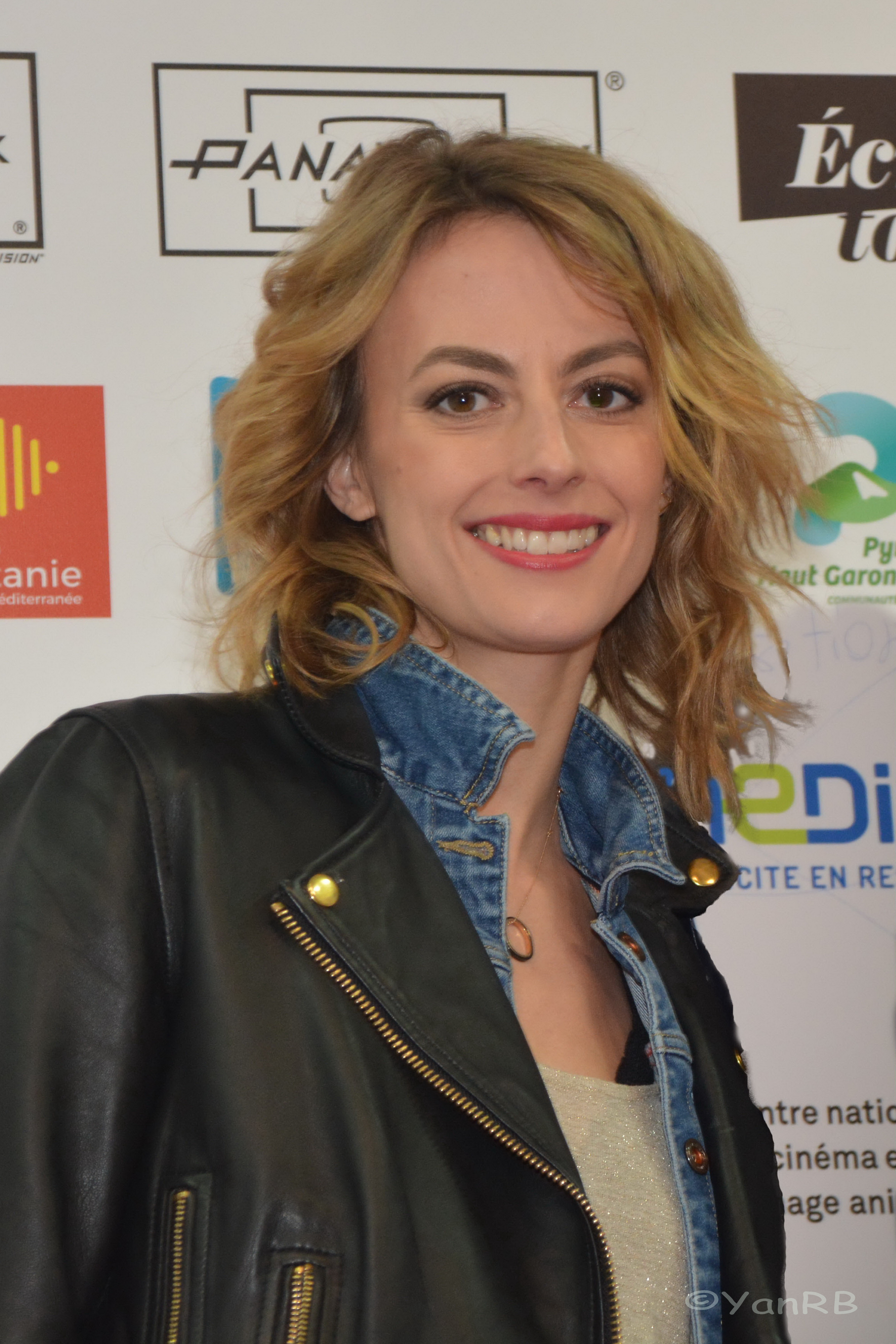
Sara Mortensen
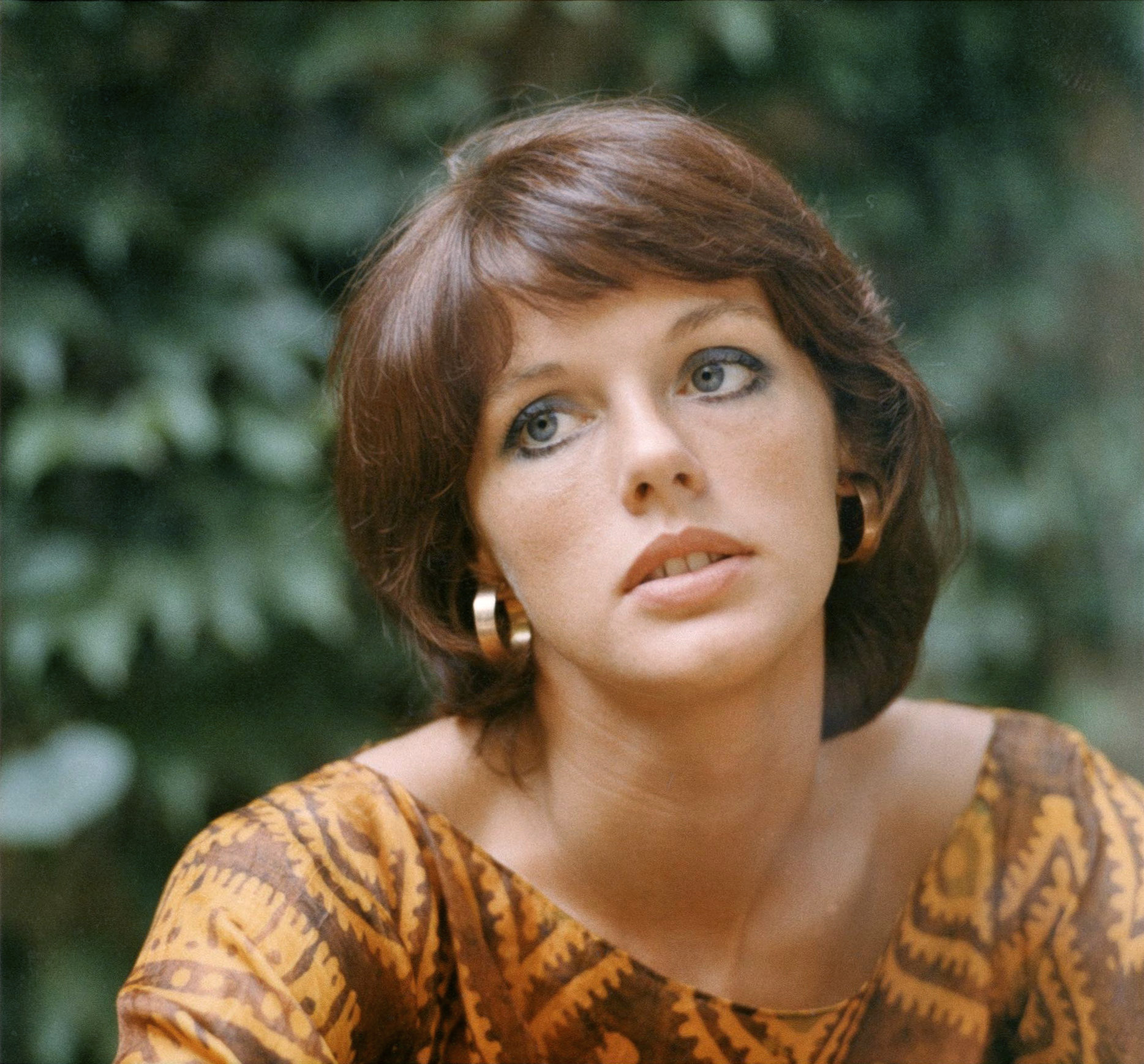
Anny Duperey
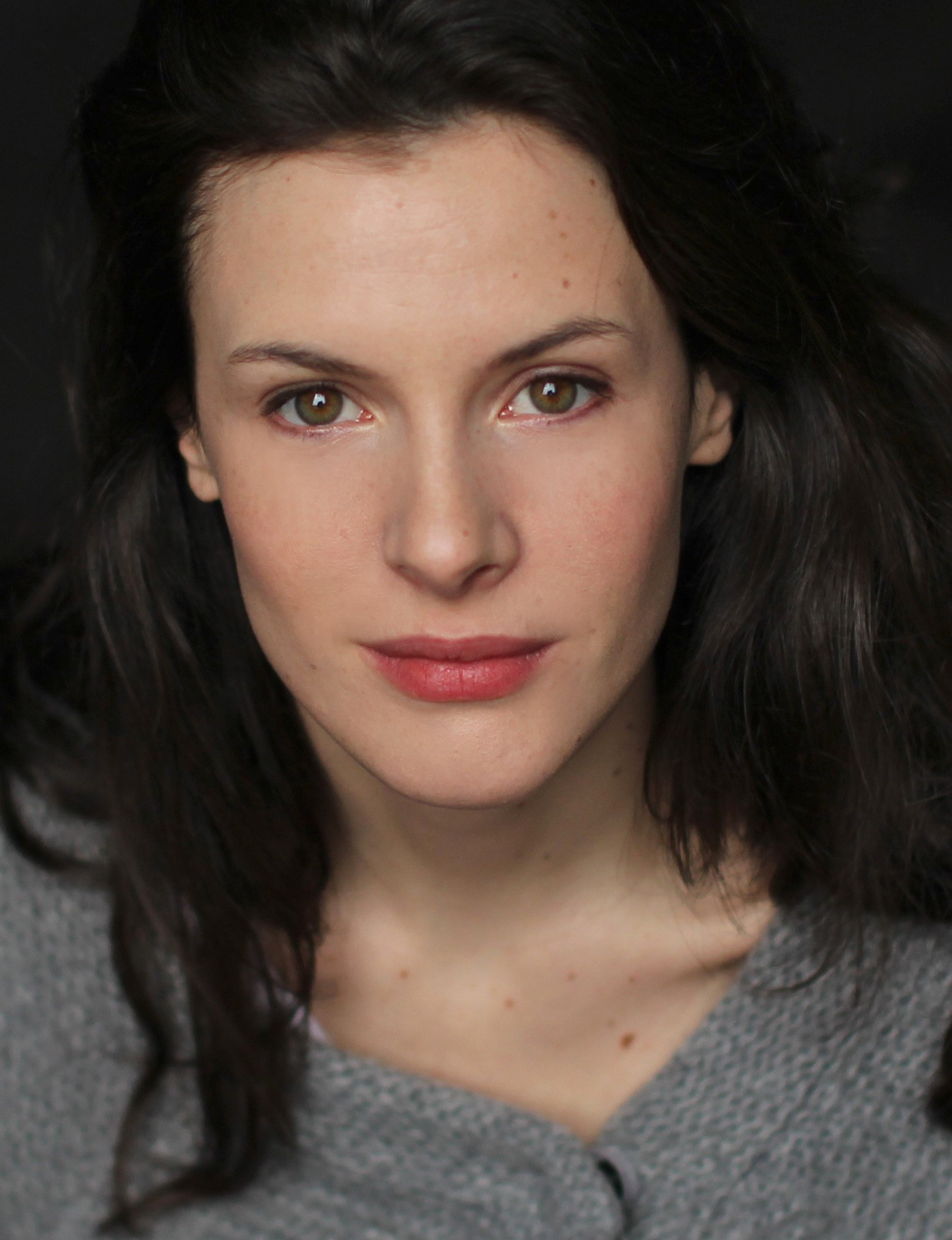
Héléna Soubeyrand

- Distribution :
  - Anny Duperey : Sophie Bergeraud
  - Sara Mortensen : Chloé Vannier
  - Héléna Soubeyrand : Lise Vannier
  - Arnaud Lechien : Alexandre Jouard
- Tournage : mai et juin 2018[33].

### Épisode 4:Le loup gris
- Numéro de production : 12 (3-04)
- Réalisation : François Guérin

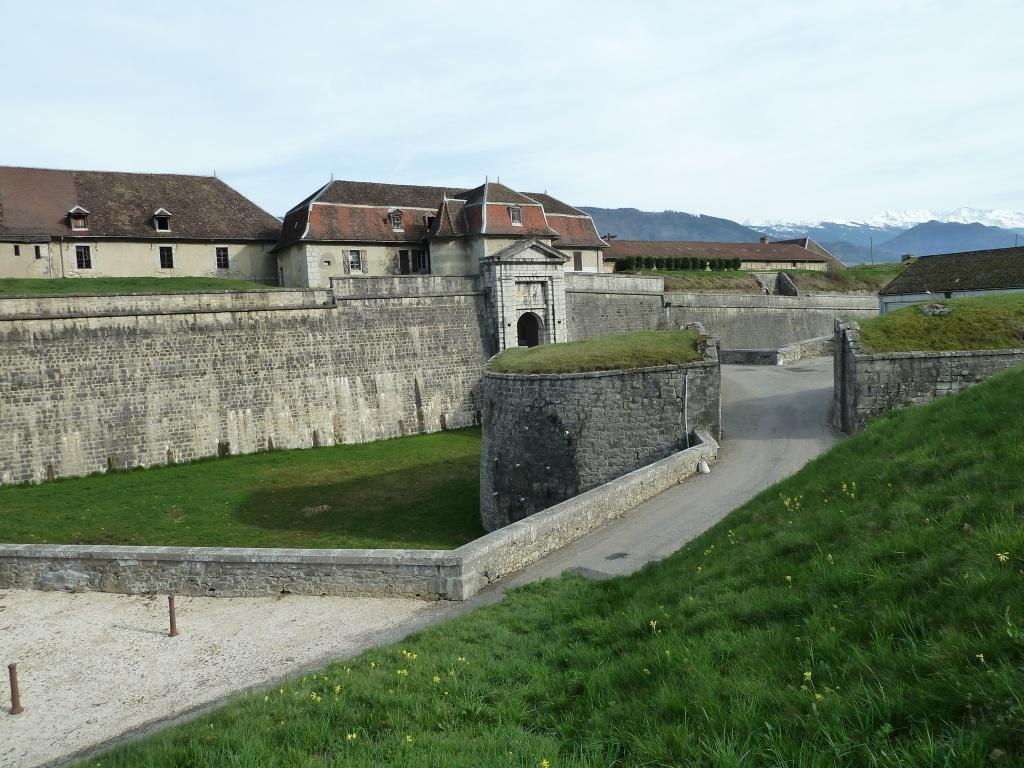
Fort Barraux

- Scénario : Jean-Marc Rudnicki et Mikaël Ollivier
- Date de diffusion :
  - le 15 février 2019 sur RTS Un
  - le 16 février 2019 sur France 3 (3,96 millions de téléspectateurs / 18,4 % de part de marché)[34]

- Résumé : Un chasseur, militaire motivé par la chasse au loup, est abattu en pleine forêt. L'antagonisme de prédilection fait débuter l'enquête vers la sphère écologiste.

- Distribution :
  - Vincent Winterhalter : Colonel Husson
  - François Feroleto : Commandant Vasseur
  - Renaud Leymans : Lieutenant Stéphane Husson
  - Sophie Staub : Sonia Deslande
  - Murielle Huet des Aunay : Émilie Berthier
  - Alban Marical : Antoine Richeux
  - Fanny Guidecoq : Agnès Richeux
  - Aurélien Cavagna : Jérôme Chapuis
  - Grégoire Le Du : Alex Pennetier
  - Mathieu Loos : Max Dugain
  - Évelyne Cervera : Monique Delande
  - Juliette Augert : Chrystelle
  - Émilie Weiss : écologiste 1
  - Fabrice Talon : écologiste 2
  - Salla Lintonen : écologiste 3
  - Kévin Sinesi : écologiste 4
  - Cédric Monnet : homme secrétaire caserne
  - Jean-Claude Tran : médecin Major infirmerie
  - Sidney Granpré : secrétaire femme colonel

- Tournage : septembre et octobre 2018 notamment au fort Barraux[35], ainsi que :  commune de Saint-Jorioz, station et forêt du Semnoz, ville de Vernaison, ville de Corbas, commune de Sévrier, commune d'Entrevernes, commune de Dingy-Saint-Clair.

## Saison 4 (2019-2020)

### Épisode 1:Une vie meilleure
- Numéro de production : 13 (4-01)
- Réalisation : Bruno Garcia

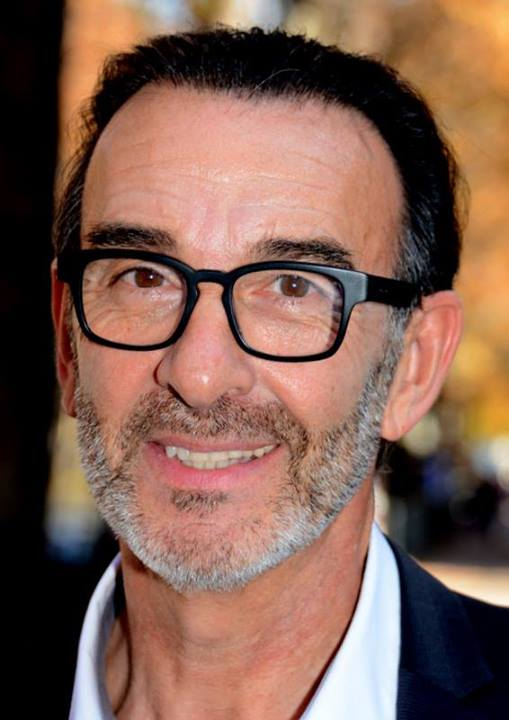
Robin Renucci

- Scénario : Killian Arthur et Nicolas Jones-Gorlin
- Résumé : Un homme ceinturé d'explosifs surgit en pleine plaidoirie d'Évelyne Roche[36].
- Date de diffusion :
  - le 5 décembre 2019 sur RTS Un
  - le 29 février 2020 sur France 3 (3,80 millions de téléspectateurs / 18,4 % de part de marché)[37]
- Distribution :
  - Robin Renucci : Paul Sorbier
  - Philippe Lelièvre : Antoine Joussineau
  - Alyzée Costes : Marina Joussineau
  - Lucie Fagedet : Solen Joussineau
- Tournage : février et mars 2019[38] à Annecy et notamment à la base nautique des Marquisats[39].

### Épisode 2:Secret assassin
- Numéro de production : 14 (4-02)
- Réalisation : Sylvie Ayme
- Scénario : Bruno Lecigne, Mathieu Masmondet et Fred Monard
- Date de diffusion :
  - le 12 décembre 2019 sur RTS Un
  - le 7 mars 2020 sur France 3 (3,78 millions de téléspectateurs / 18,6 % de part de marché)[40]
- Résumé : Lola Perrin, 25 ans, est retrouvée morte dans un hangar à bateaux au même endroit qu'Alice Bellanger, dix ans plus tôt. L'assassin de cette dernière, Victor Sénac, vient de sortir de prison.

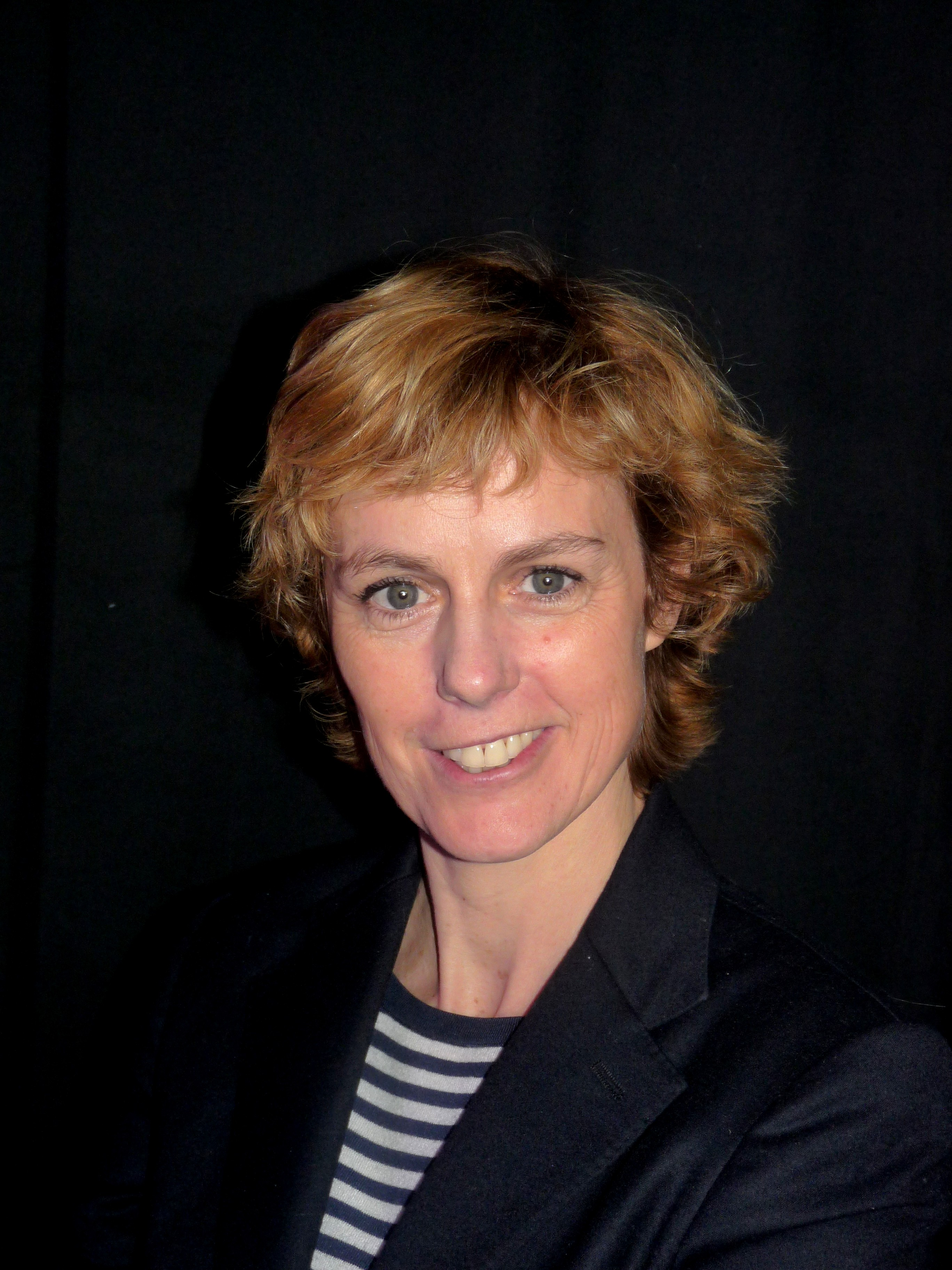
Anne Richard
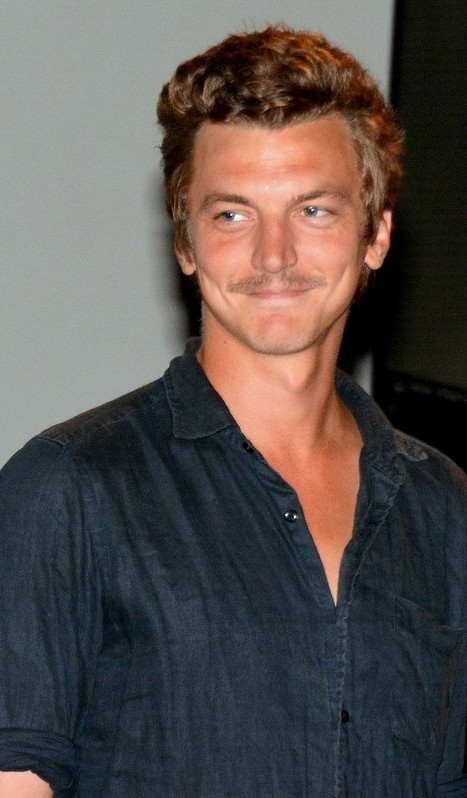
Olivier Chantreau
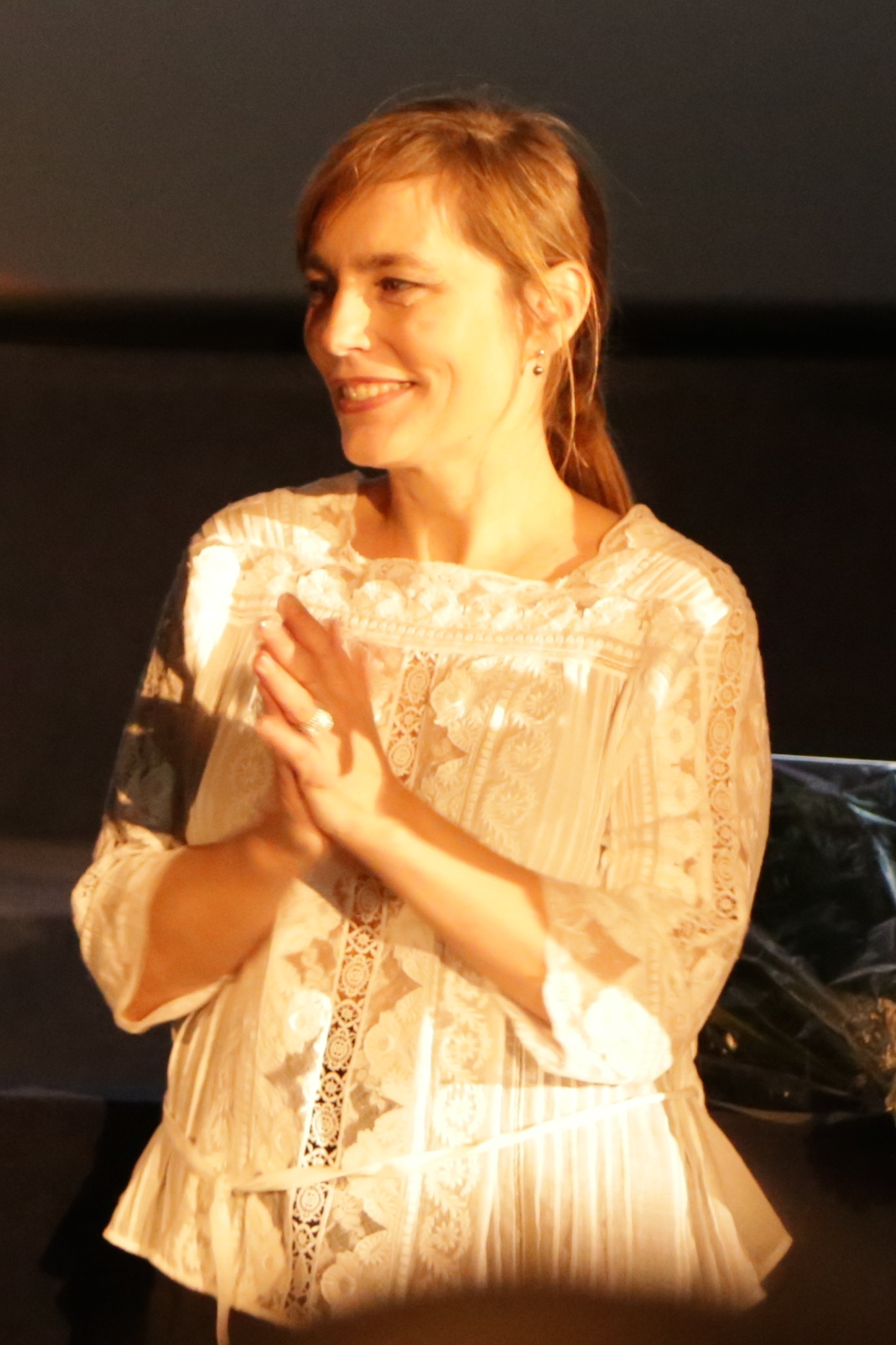
Sophie Duez
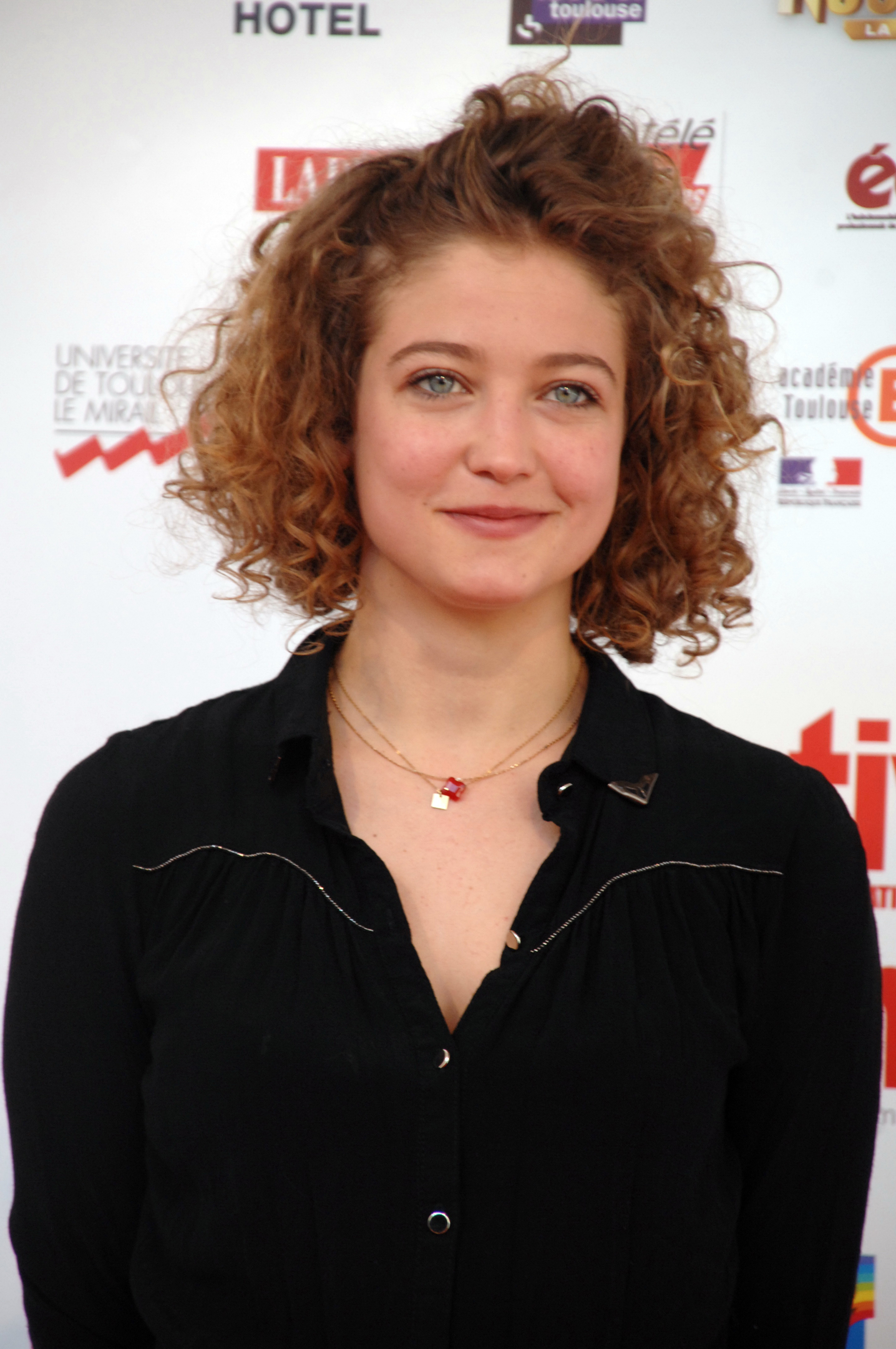
Sophie de Fürst

- Distribution :
  - Olivier Chantreau : Victor Sénac
  - Anne Richard : Christine Bauer
  - Sophie Duez : Hélène Bellanger
  - Sophie de Fürst : Mathilde Bauer
  - Maïra Schmitt : Alice Bellanger
- Tournage : de mai à juillet 2019[41] notamment à la clinique vétérinaire de Montluel[42].

### Épisode 3:La Rançon du silence
- Numéro de production : 15 (4-03)
- Réalisation : Sylvie Ayme

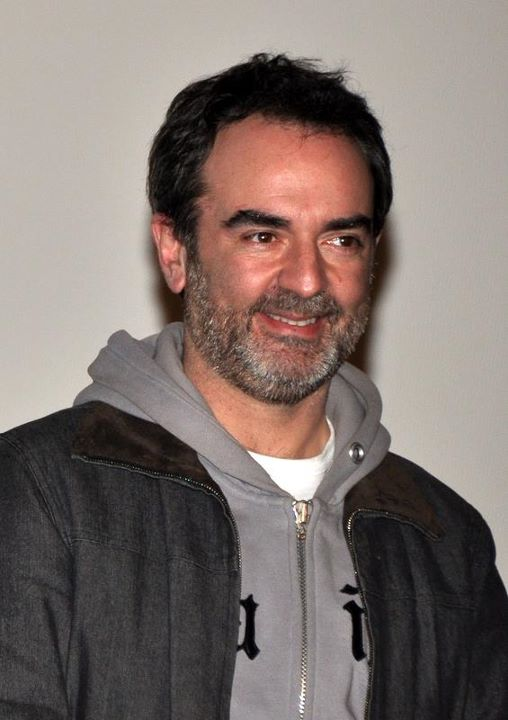
Bruno Solo

- Scénario : Jean-Luc Estebe, Nicolas Jones-Gorlin et Killian Arthur
- Date de diffusion :
  - le 19 décembre 2019 sur RTS Un
  - le 14 mars 2020 sur France 3 (4,44 millions de téléspectateurs / 19,3 % de part de marché)[43]

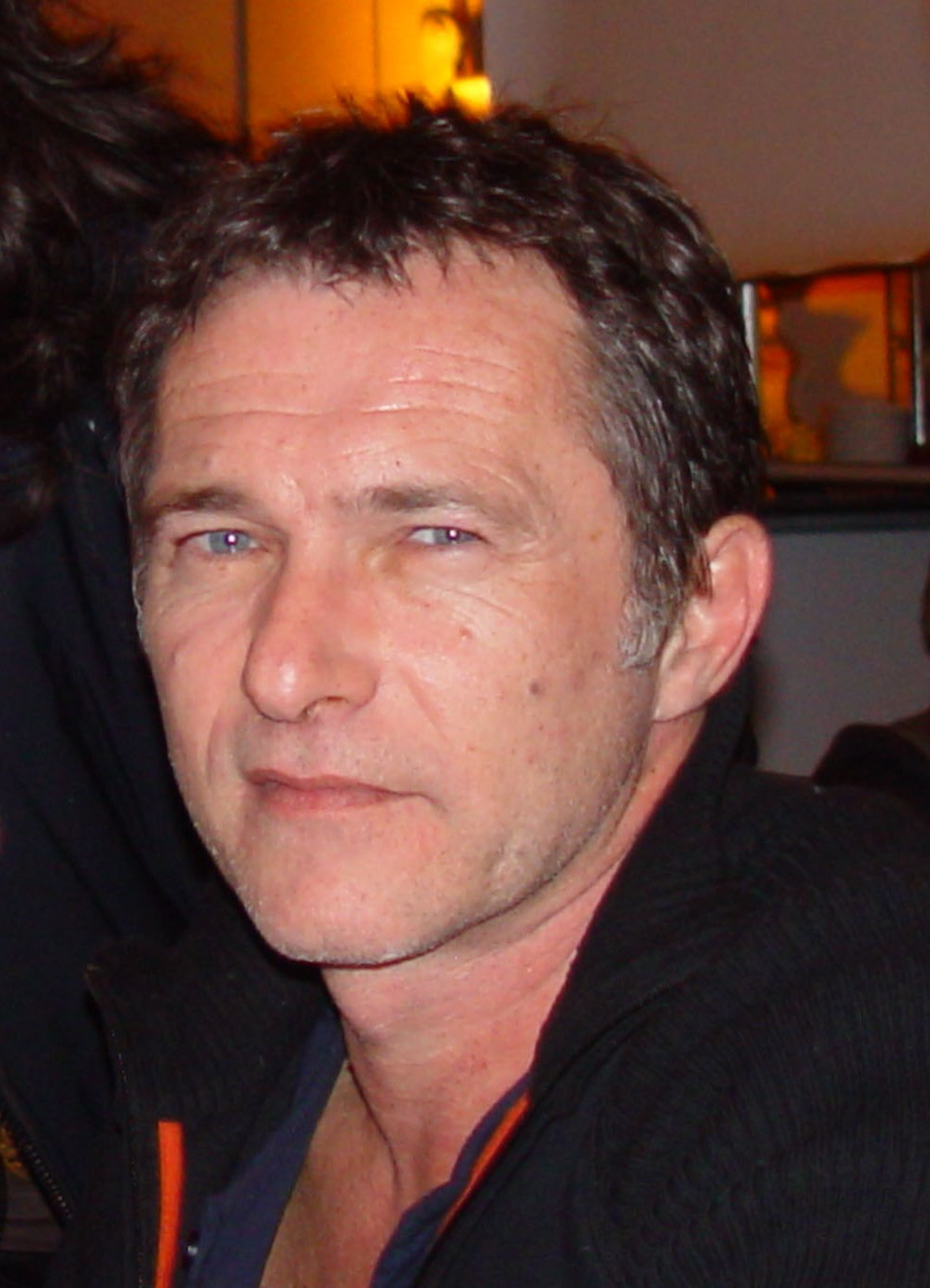
Bruno Wolkowitch

- Résumé : Un homme de 25 ans est retrouvé assassiné. Un homme inconscient gît à ses côtés, l'arme du crime à la main. À son réveil, non seulement il ne se souvient de rien, mais il connaissait à peine la victime et n'a aucun mobile apparent.
- Distribution :
  - Bruno Solo : Franck Servaz
  - Bruno Wolkowitch : Lino Venturini
  - Natalia Dontcheva : Caroline Carmeaux
  - Louvia Bachelier : Lucille Servaz
- Tournage : de mai à juillet 2019

### Épisode 4:Pain béni
- Numéro de production : 16 (4-04)
- Réalisation : Marwen Abdallah
- Scénario : Fred Monard
- Date de diffusion :
  - le 20 mars 2020 sur RTS Un

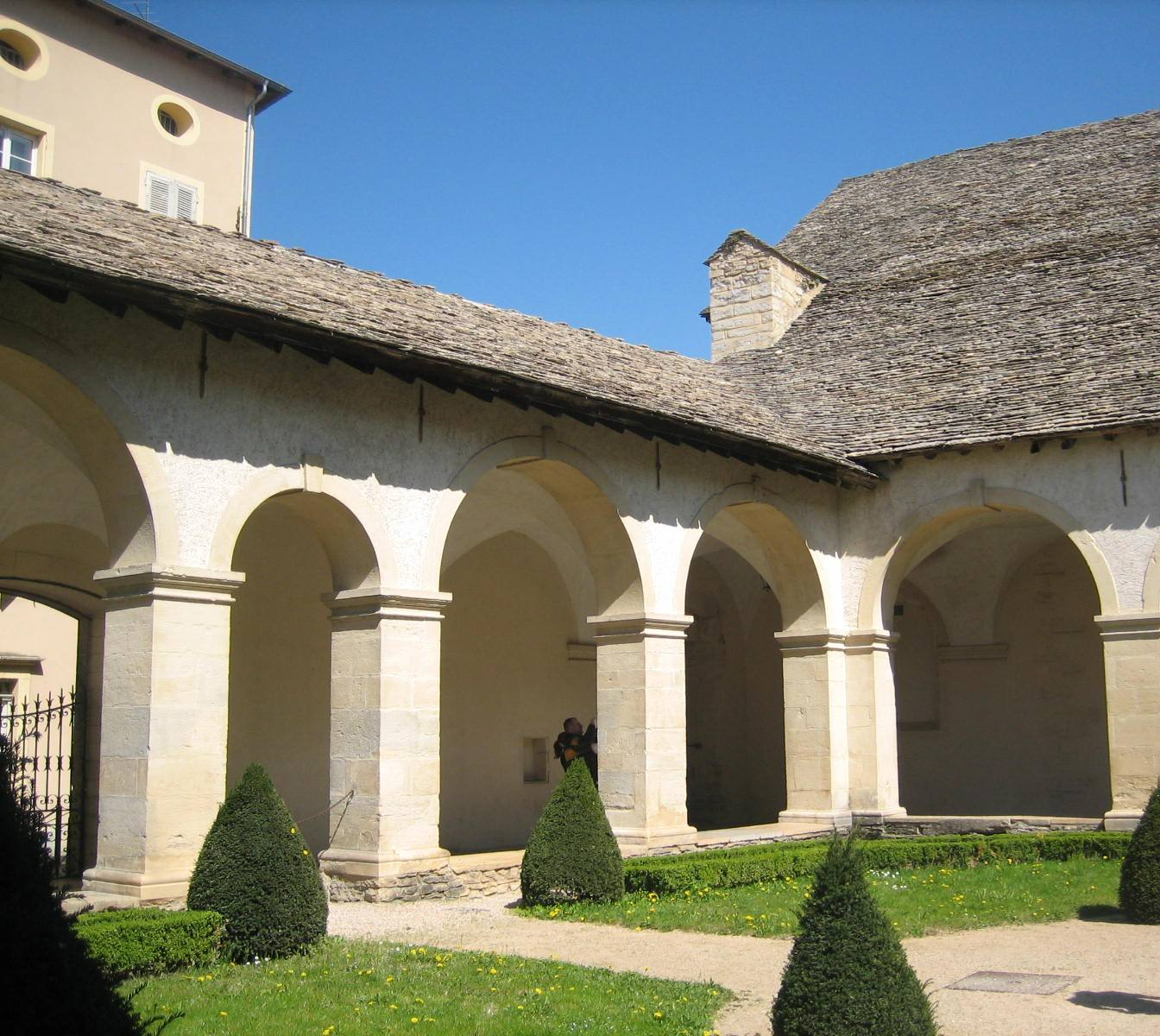
Couvent des Augustins de Crémieu

  - le 21 mars 2020 sur France 3 (5,24 millions de téléspectateurs / 20,2 % de part de marché)[44]
- Résumé : Le corps d'un boulanger est retrouvé dans le puits d'un monastère.
- Distribution :
  - Bernard Le Coq : Père Gabriel
  - Catherine Jacob : Nicole
  - Lucien Belvès : Mathis
- Tournage : novembre 2019 notamment au Couvent des Augustins de Crémieu[45].

## Saison 5 (2020-2021)

### Épisode 1:Temps mort
- Numéro de production : 17 (5-01)
- Réalisation : François Guérin

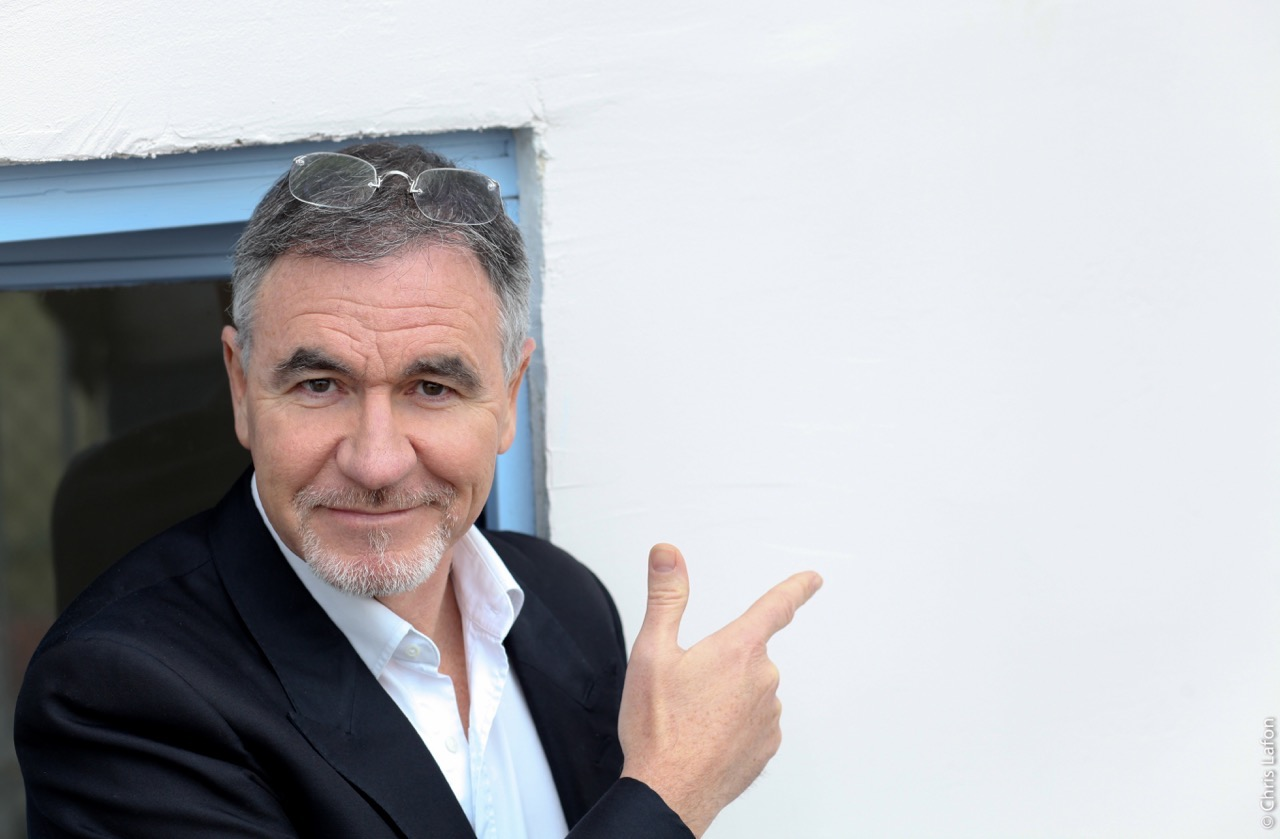
Jean Dell

- Scénario : Fred Monard, Nicolas Jones-Gorlin et Killian Arthur
- Date de diffusion :
  - le 23 avril 2021 sur RTS Un
  - le 1er mai 2021 sur France 3[46] (5,17 millions de téléspectateurs / 20,8 % de part de marché)[47]
- Résumé : Deux adolescents font survoler illégalement au dessus de la propriété des Audemont, illustre famille de la région qui a construit sa fortune dans l'horlogerie de luxe. Sur les images, apparaît un corps allongé dans le jardin, face contre terre, une cisaille de jardinier plantée dans le dos. Aucun doute possible, l'associé et gendre des Audemont a été tué. Mais lorsque Cassandre et son équipe arrivent sur place, le corps a disparu. En pénétrant plus en avant dans la propriété, Cassandre et le Procureur Chappaz assistent à une scène tendue entre les membres de la famille. La commissaire interroge les propriétaires des lieux. Ces derniers s'indignent d'être soupçonnés, pourtant , c'est bel et bien sur leur domaine que la victime a été aperçue. Cassandre plonge dans l'univers feutré de cette famille.

- Distribution :
  - Jean Dell : Charles Audemont

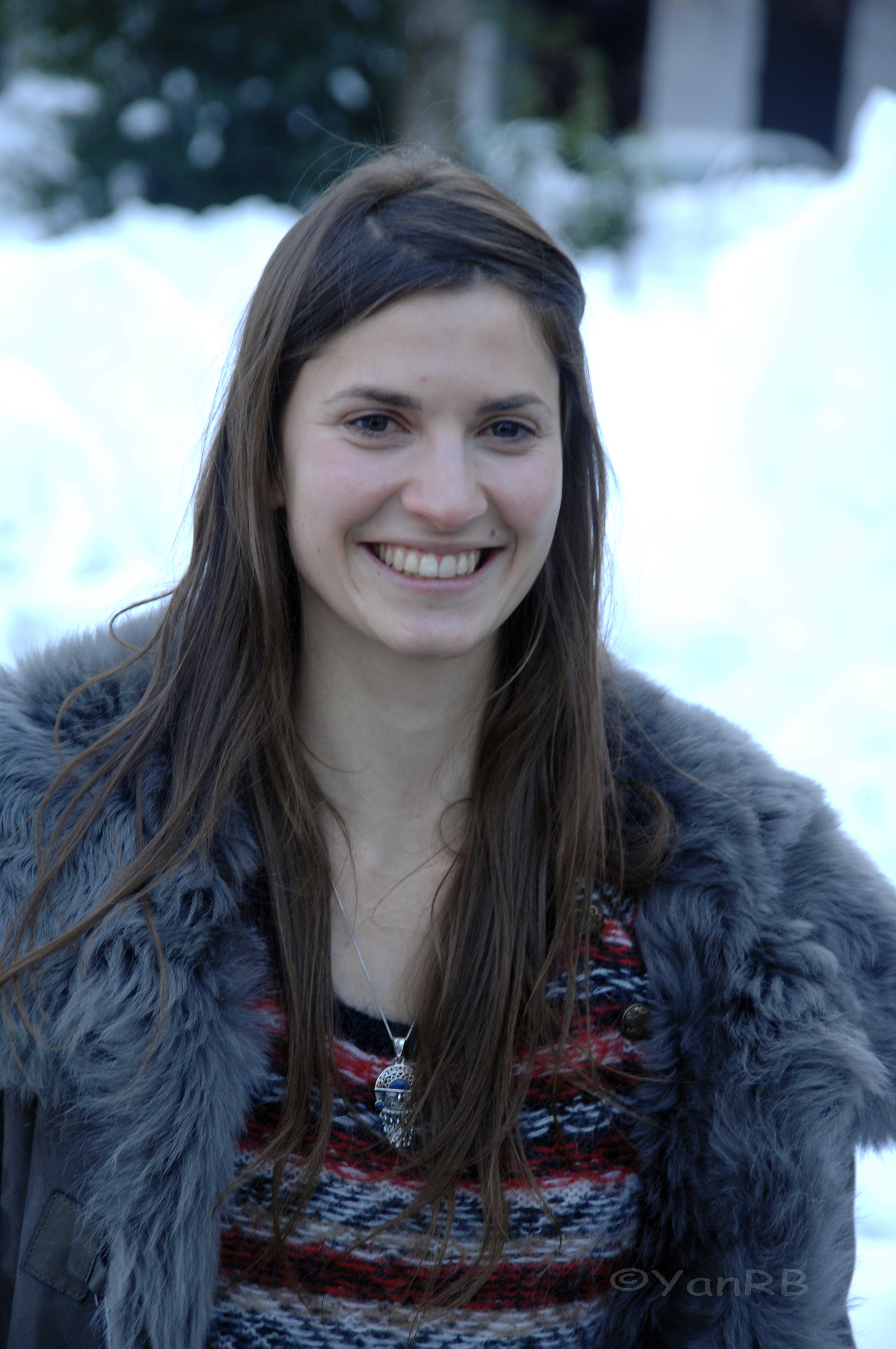
Joyce Bibring

  - Nathalie Besançon : Elisabeth Audemont
  - Lucie Jeanne : Sandra Audemont
  - Clément Moreau : Nicolas Audemont
  - Joyce Bibring : Christelle Destraz
  - François Bureloup : Michel Destraz
  - Laurent Spielvogel : Maître de Terrebasse
- Tournage : de juillet à septembre 2020[48],[49]

### Épisode 2:Nature blessée
- Numéro de production : 18 (5-02)
- Réalisation : François Guérin

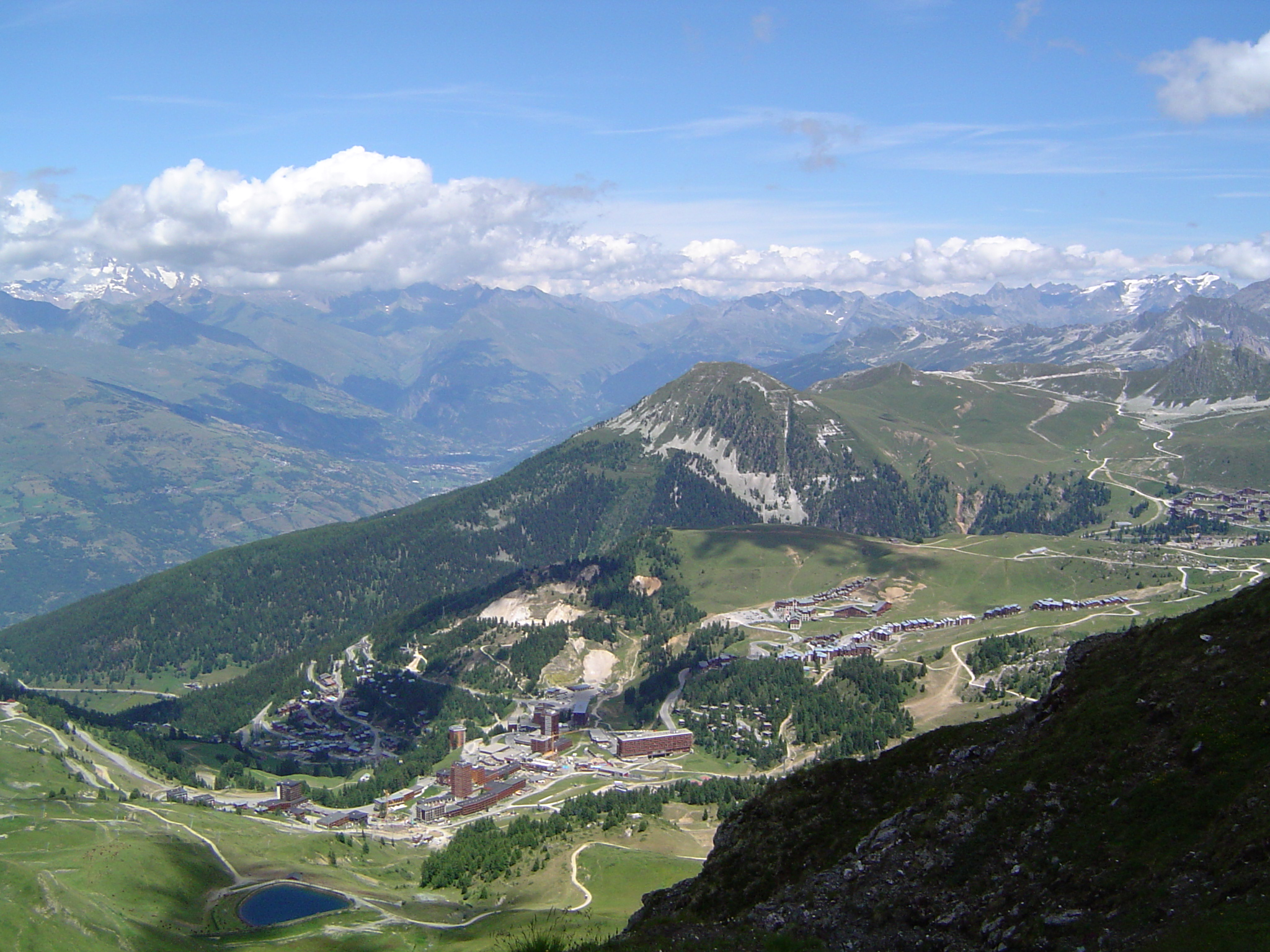
La Plagne Tarentaise

- Scénario : Tigran Rosine et Philippe Bernard
- Date de diffusion :
  - le 30 avril 2021 sur RTS Un
  - le 8 mai 2021 sur France 3 (5,09 millions de téléspectateurs / 22,6 % de part de marché)[50]
- Résumé : Un homme sans identité est retrouvé inconscient dans un torrent.
- Distribution :
  - Frédéric van den Driessche : François de Wolf
  - Claire Borotra : Laure Simonet
  - Rémi Bichet : Christophe/Maxence
  - Clara Antoons : Marie Sirkazian
- Tournage : de juillet à septembre 2020 notamment dans la Vallée de la Tarentaise[51]

### Épisode 3:Les compagnons
- Numéro de production : 19 (5-03)
- Réalisation : Marwen Abdallah

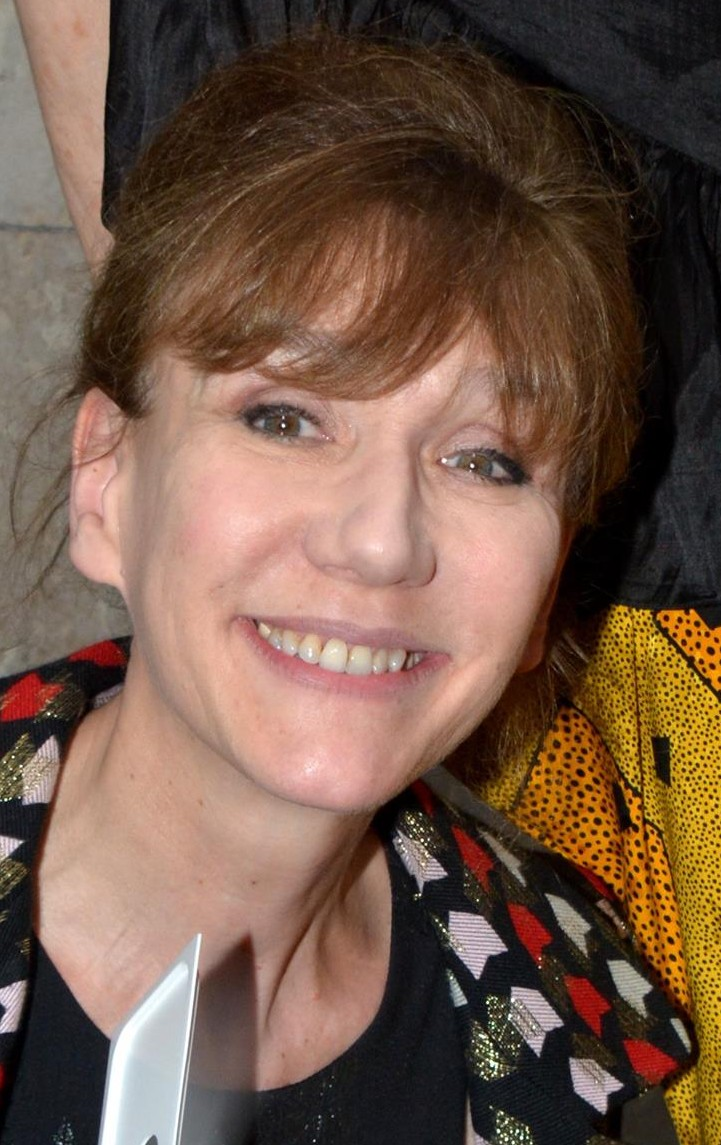
Virginie Lemoine

- Scénario : Sophie Baren et Philippe Bernard
- Date de diffusion :
  - le 7 mai 2021 sur RTS Un
  - le 15 mai 2021 sur France 3 (4,89 millions de téléspectateurs / 20,6 % de part de marché)[52]

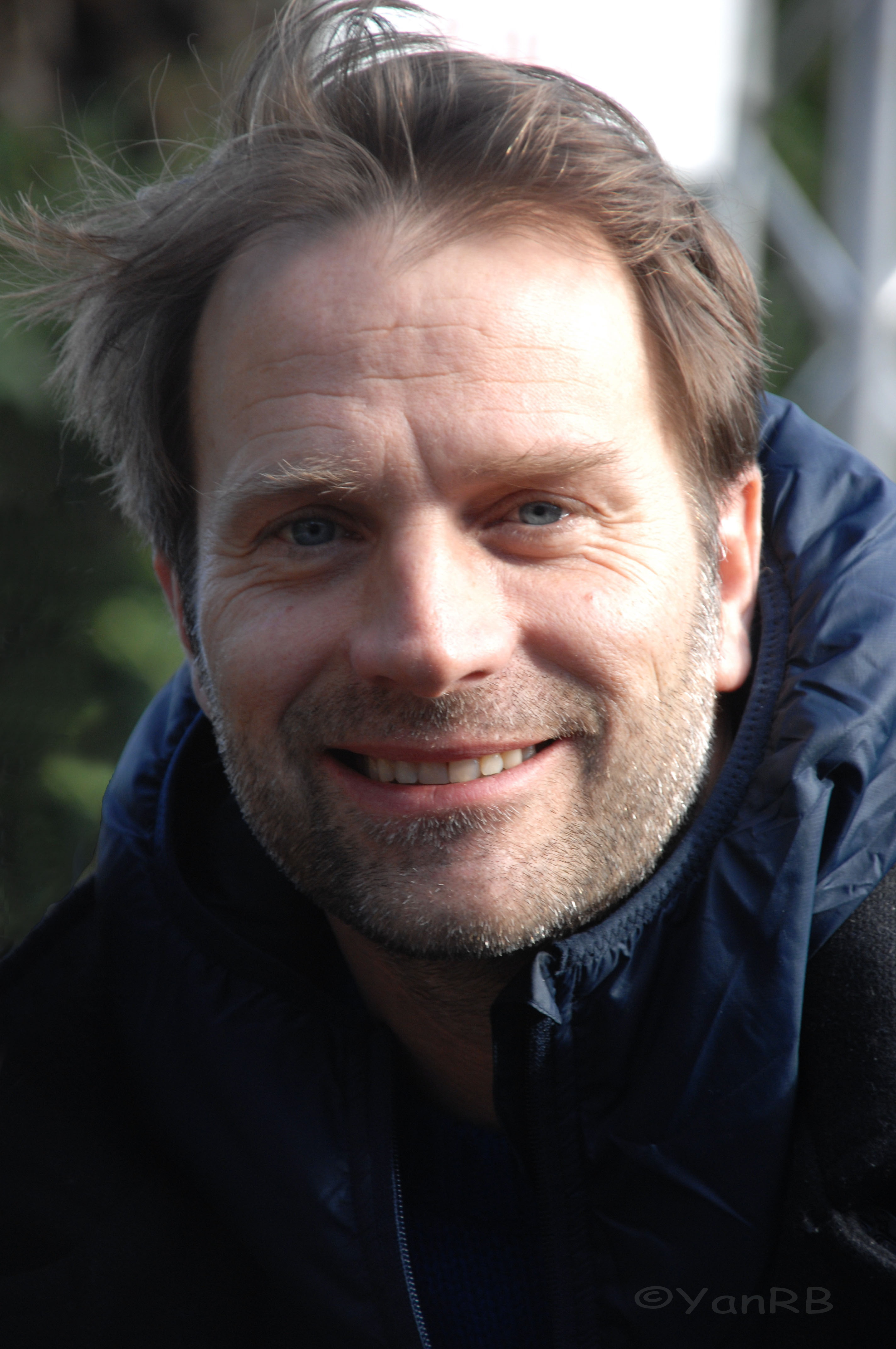
Thomas Jouannet

- Résumé : Lors d'une journée portes ouvertes dans le centre d’hébergement et de travail « La première pierre », la directrice y est retrouvée assassinée.
- Distribution :
  - Thomas Jouannet : Adam
  - Virginie Lemoine : Nathalie
  - Noé Stanic : Benoît
  - Clémence Auffray : Léa
  - Delphine Saroli : Chloé
- Tournage : du 5 octobre au 27 novembre 2020[53] dans la région d'Annecy et de Lyon[54]

### Épisode 4:Le Secret d'Angèle
- Numéro de production : 20 (5-04)
- Réalisation : Marwen Abdallah

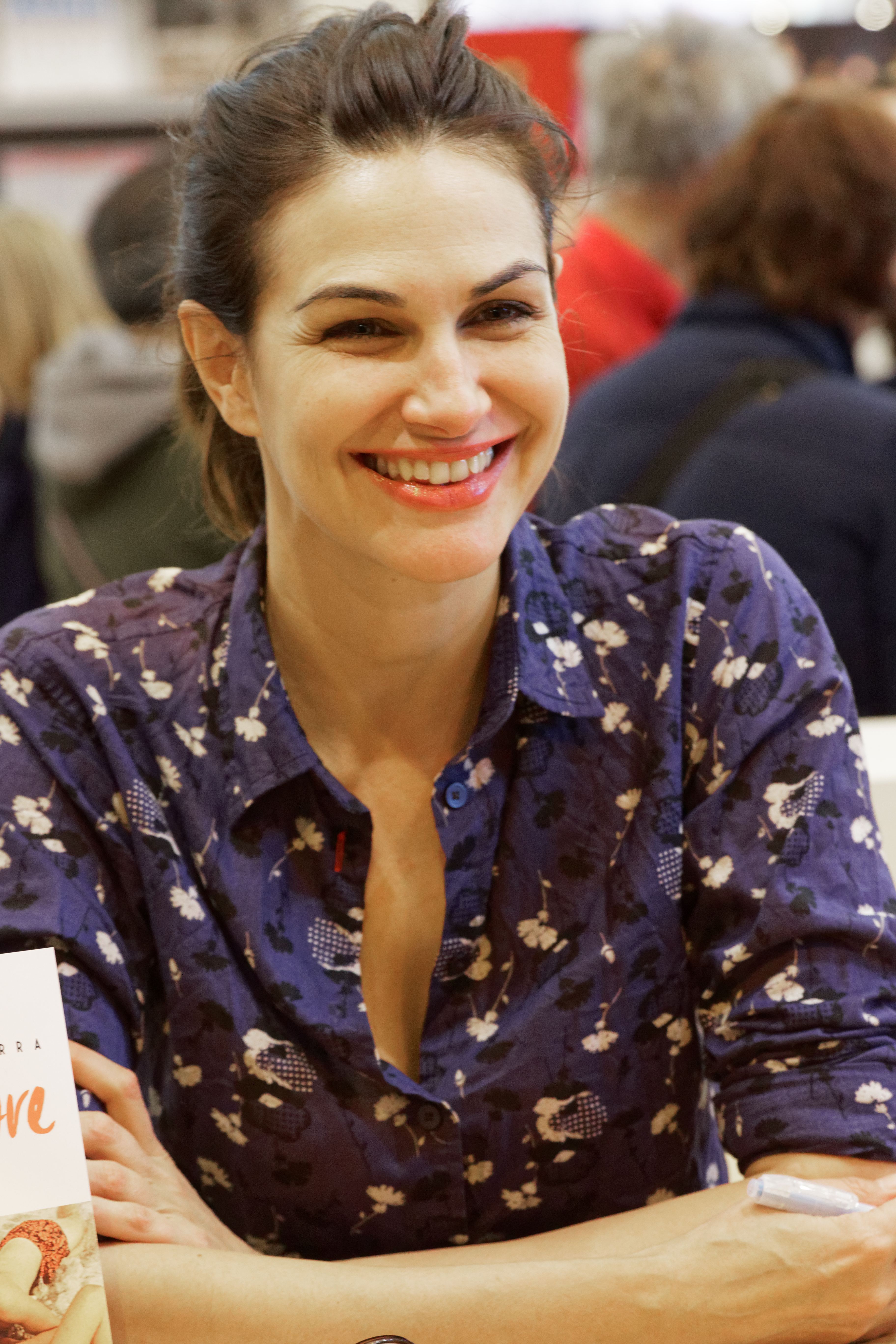
Helena Noguerra

- Scénario : Frédéric Faurt et Lionel Pasquier
- Date de diffusion :
  - le 14 mai 2021 sur RTS Un
  - le 2 avril 2022 sur France 3 (4,54 millions de téléspectateurs / 22,5 % de part de marché)[55]

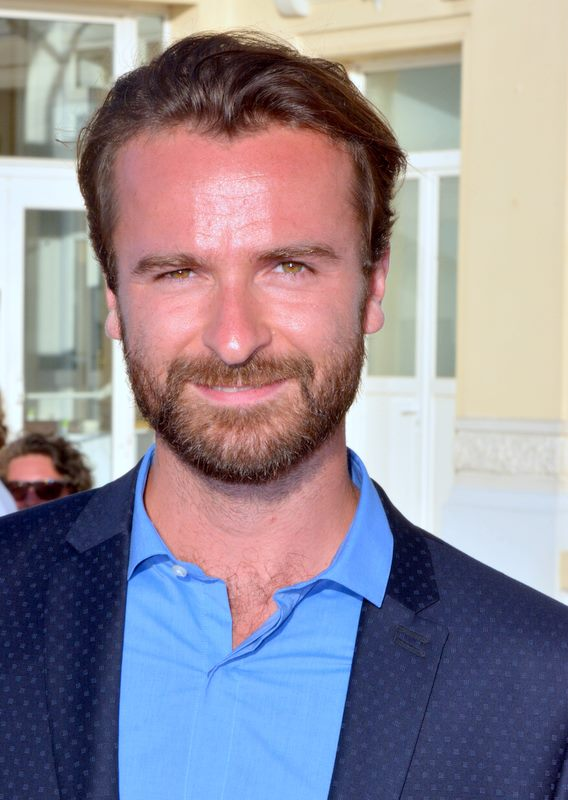
Amaury de Crayencour

- Résumé : Le corps sans vie d'une jeune lycéenne en internat est retrouvé dans un cimetière. Comment Angèle a-t-elle pu se retrouver là ?
- Distribution :
  - Helena Noguerra : Georgia Cipriani
  - Amaury de Crayencour : Romain
  - Jean-Stan DuPac : Barnabé
- Tournage : du 5 octobre au 27 novembre 2020 notamment au cimetière de Duingt[56],[57]

## Saison 6 (2021-2022)

### Épisode 1:Les régates
- Numéro de production : 21 (6-01)
- Réalisation : Eric Le Roux

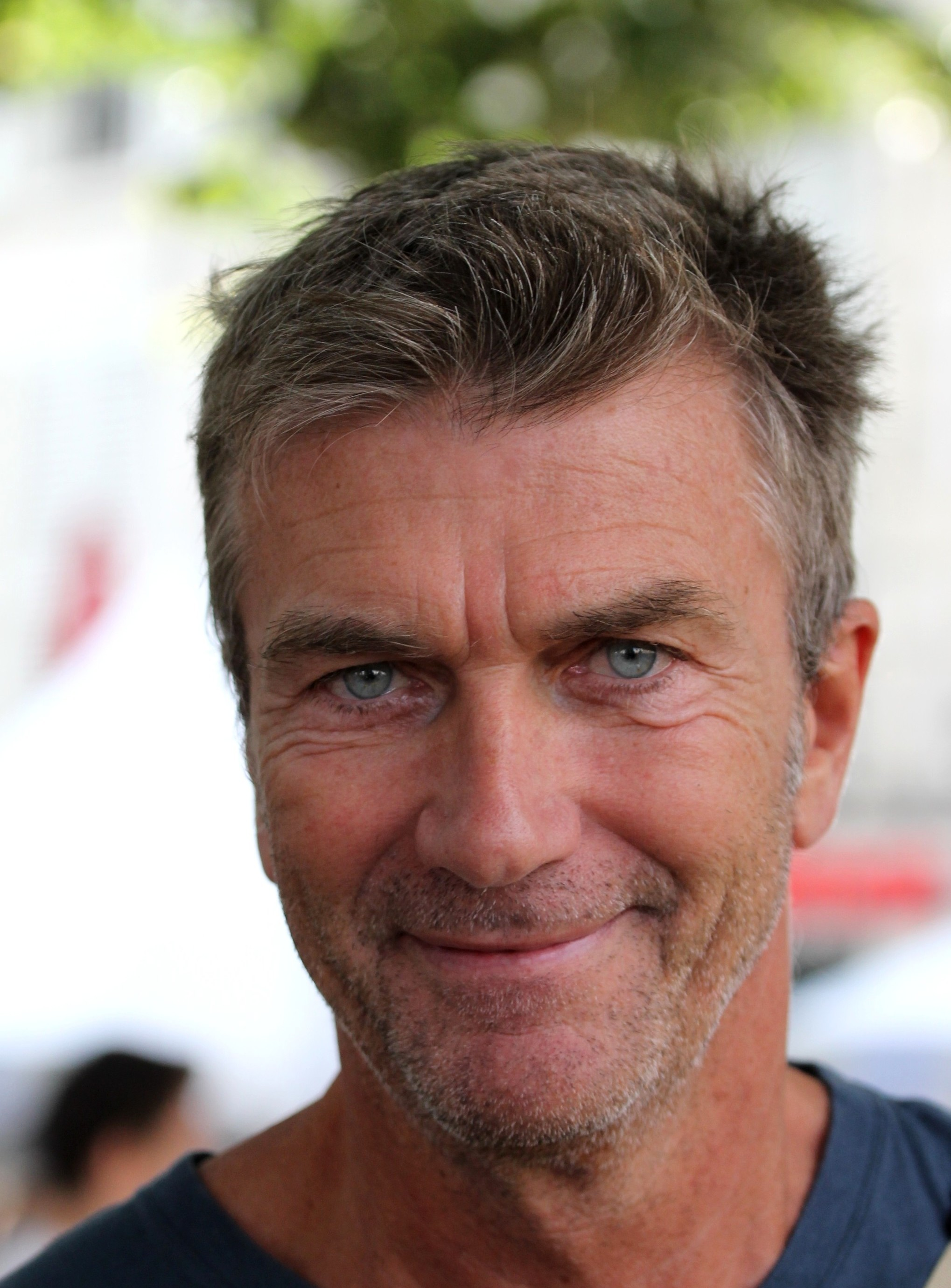
Philippe Caroit

- Scénario : Sandrine Cohen et Gianguido Spinelli
- Date de diffusion :
  - le 8 avril 2022 sur RTS Un[58]
  - le 9 avril 2022 sur France 3 (4,84 millions de téléspectateurs / 23,9 % de part de marché)[59]

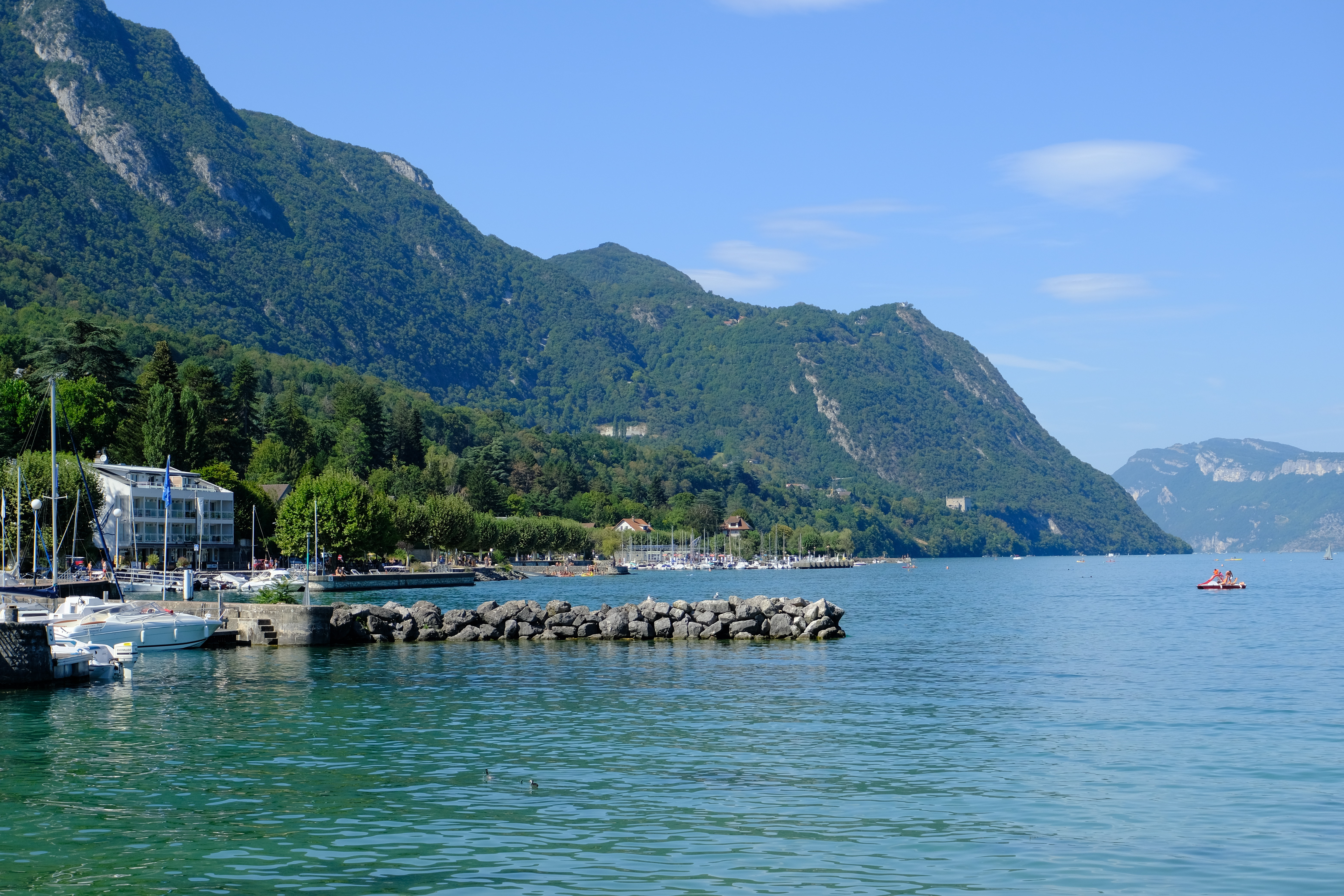
Lac du Bourget

- Résumé : Sur une des plages du lac d'Annecy, un promeneur aperçoit un voilier brûlé à la dérive. Dans l'embarcation ramené à quai, est retrouvé le corps d’une jeune fille, ainsi qu'un bijou. Il semblerait qu'un homme était à bord, avec elle, au moment ou peu de temps avant le départ de feu. La nature criminelle de l'incendie ne fait aucun doute : de l'essence a été versée sur le pont. La victime se prénommait Cassiopée, 17 ans, et le jeune homme disparu serait Virgile Leroy, un moniteur de voile et skipper pressenti lors une prochaine régate sur le lac. Tous deux étaient sur le bateau, propriété de Marc Lanvin, navigateur réputé et patron d'un club de voile, que ce dernier prêtait à Virgile comme logement.
- Distribution :
  - Théo Cosset : Corentin Legrand
  - Enzo Monchauzou : Cédric Lanvin
  - Philippe Caroit : Marc Lanvin
  - Valérie Decobert : Giulia
  - Loyan Pons de Vier : Virgile Leroy
- Tournage : mai et juin 2021 notamment au Yacht club du Bourget-du-Lac[60],[61].

### Épisode 2:Le Secret de la ruche
- Numéro de production : 22 (6-02)
- Réalisation : Eric Le Roux

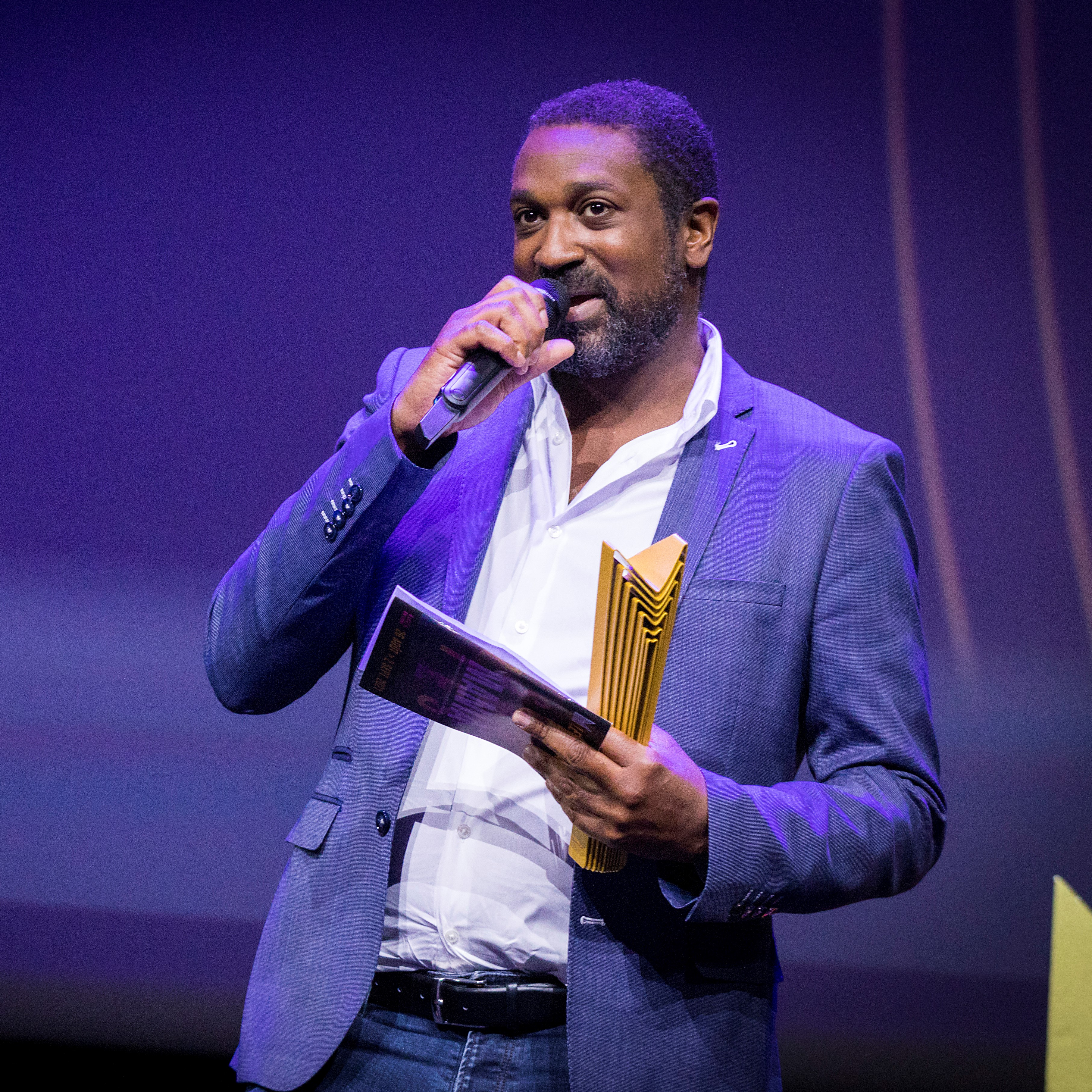
Daniel Njo Lobé

- Scénario : Tigran Rosine et Philippe Bernard
- Date de diffusion :
  - le 15 avril 2022 sur RTS Un[62]
  - le 16 avril 2022 sur France 3 (4,25 millions de téléspectateurs / 22,3 % de part de marché)[63]
- Résumé : Deux randonneurs découvrent le corps d'un homme. Il s'agit d'un ouvrier agricole de 45 ans, Ludovic Keller. Cassandre et son équipe apprennent vite que celui-ci avait été licencié six mois plus tôt par Jean Lornac, le propriétaire d'une exploitation agricole bio, qui l'accusait d'avoir utilisé des pesticides. Les apiculteurs de la ferme voisine avaient demandé une inspection, après avoir constaté la soudaine agressivité de leurs abeilles.
- Distribution :
  - Guillaume Faure : Jean Lornac
  - Carole Bianic : Annie Foulon
  - Agnès Sourdillon : Judith
  - Daniel Njo Lobé : Gabriel Ayo
  - Stéphane Margot : Le randonneur allergique aux abeilles qui découvre le cadavre
- Tournage : mai et juin 2021 notamment à Aix-les-Bains et Fleurieux-sur-l'Arbresle[64],[65].

### Épisode 3:Les sentiers de la mort
- Numéro de production : 23 (6-03)
- Réalisation : Pascale Guerre[66]

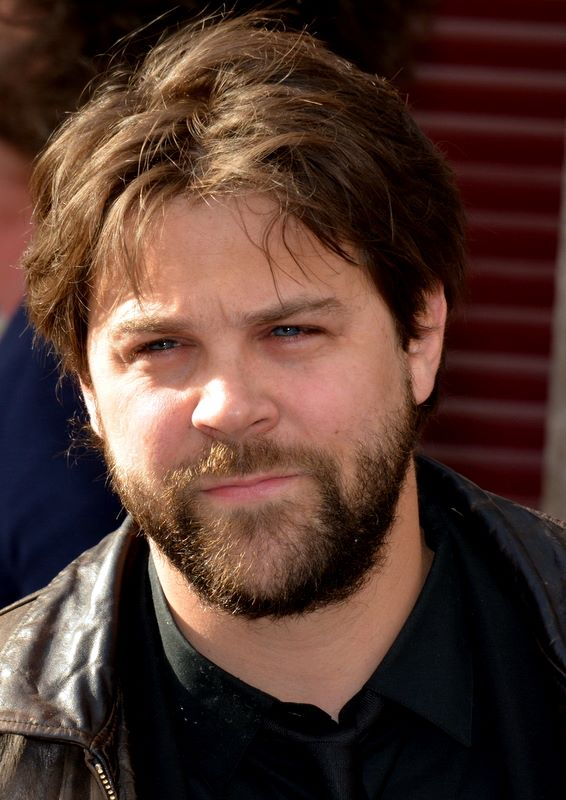
Arthur Jugnot

- Scénario : Thomas Griffet et Jean-Marc Taba
- Date de diffusion :
  - le 4 novembre 2022 sur RTS Un
  - le 5 novembre 2022 sur France 3 (4,86 millions de téléspectateurs / 22,4 % de part de marché)[67]

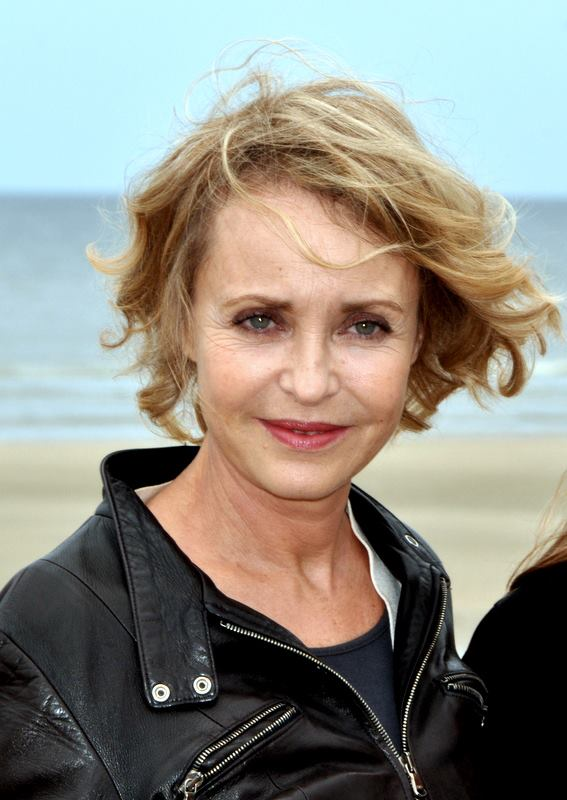
Fanny Cottençon

- Résumé : Cassandre enquête sur la mort de Xavier Delmont, 33 ans, un sportif connu dans la région, assassiné. Il était propriétaire d'une marque réputée de matériel de sport de montagne. Sa société sponsorise l'AlpsMan, un triathlon extrême dont le départ doit être donné dans une semaine, et auquel il devait lui-même participer. Les membres de cette famille de sportifs, autour de l'autorité matriarcale d'Eva, sont abasourdis par la nouvelle. Qui pourrait en vouloir à Xavier ? Un concurrent ? Les enquêteurs du SRPJ d'Annecy comprennent qu'il va falloir infiltrer le microcosme des sportifs de l'extrême. En parallèle, Lili et Jules mettent leurs parents respectifs, Roche et Cassandre, dans une position délicate.
- Distribution :
  - Stéphanie Crayencour : Lucie Delmont
  - Arthur Jugnot : Raphaël Delmont
  - Fanny Cottençon : Eva Delmont
  - Rebecca Benhamour : Manon Choiseul
- Tournage : du 4 octobre au 30 novembre 2021, notamment à Annecy et Lyon[68]

### Épisode 4:La Forêt rouge
- Numéro de production : 24 (6-04)
- Réalisation : Mathilde Vallet
- Scénario : Claude Scasso
- Tournage : du 4 octobre au 30 novembre 2021.
- Date de diffusion :
  - le 11 novembre 2022 sur RTS Un

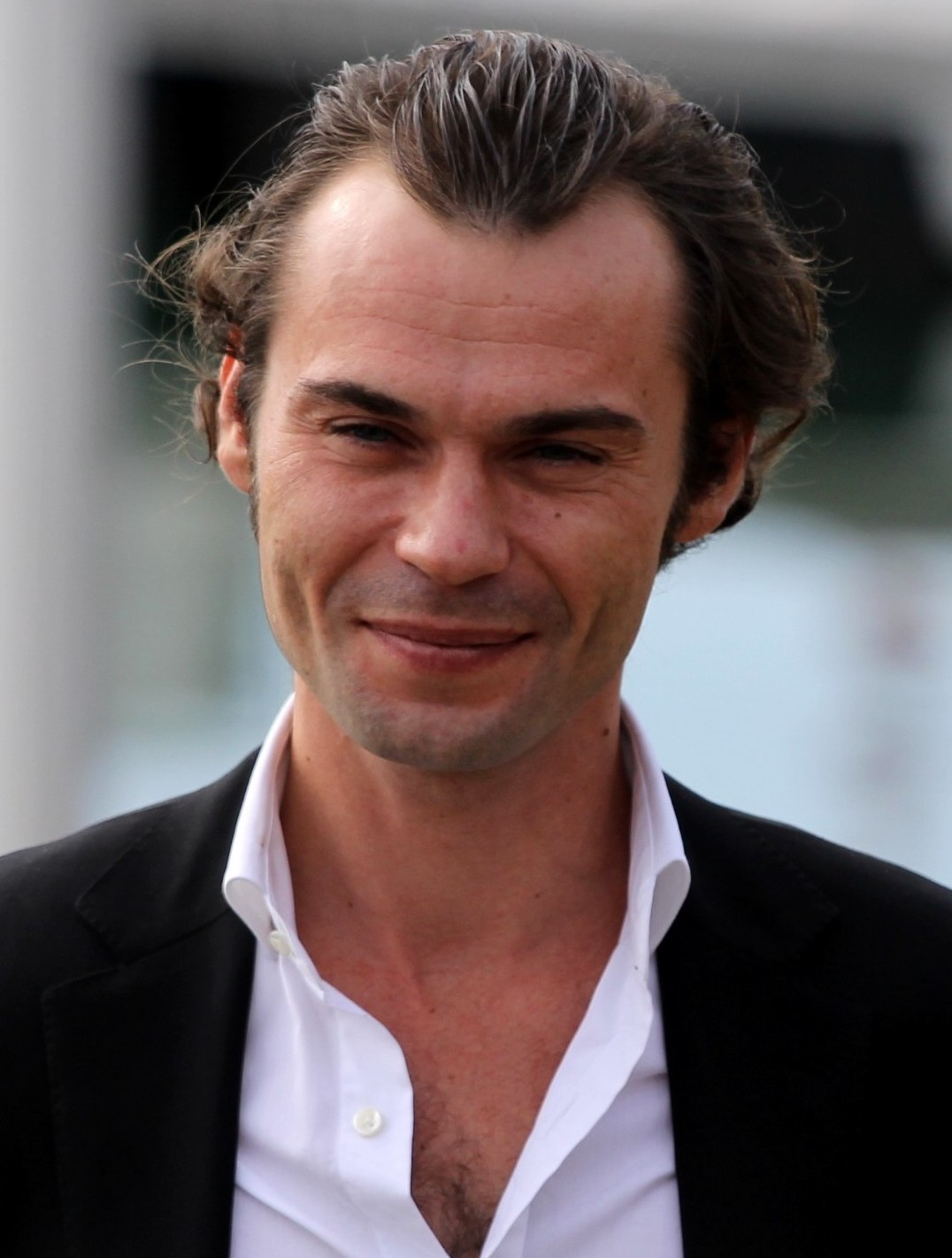
Robinson Stevenin

  - le 12 novembre 2022 sur France 3 (4,36 millions de téléspectateurs / 20,3 % de part de marché)[69]
- Résumé : En rentrant du lycée, Anicée découvre ses parents assassinés.
- Distribution :
  - Batholomew Bouteillis : Robinson
  - Agnès Sourdillon : Judith
  - Pascal Elso : Louis Grandet
  - Léonie Souchaud : Anicée Fromentin
  - Robinson Stévenin : Sylvestre Dahan
  - Maël Cordier : Gabin Mathouret
  - Charlie Nune : Marianne Vogin
  - Édith Saulnier : Fanny Patriarche
  - Marie-Ange Gontara : secrétaire Lise
  - Georges Grisbi : le chasseur
  - Lise Chevallier : Noémie Berrier
  - Nicolas Vallet : Sébastien Durieux
  - Vincent Valette : Julien Fromentin
  - Vanessa Liautey : Lise Blandin
- Lieux de tournage : Commune de Saint-Martin-d'Uriage, de Revel, de Saint-Jorioz, de Denicé, château de Vizille, ville de Lyon[70].

## Saison 7 (2022-2023)

### Épisode 1:Beauté éternelle
- Numéro de production : 25 (7-01)
- Réalisation : Jérôme Portheault

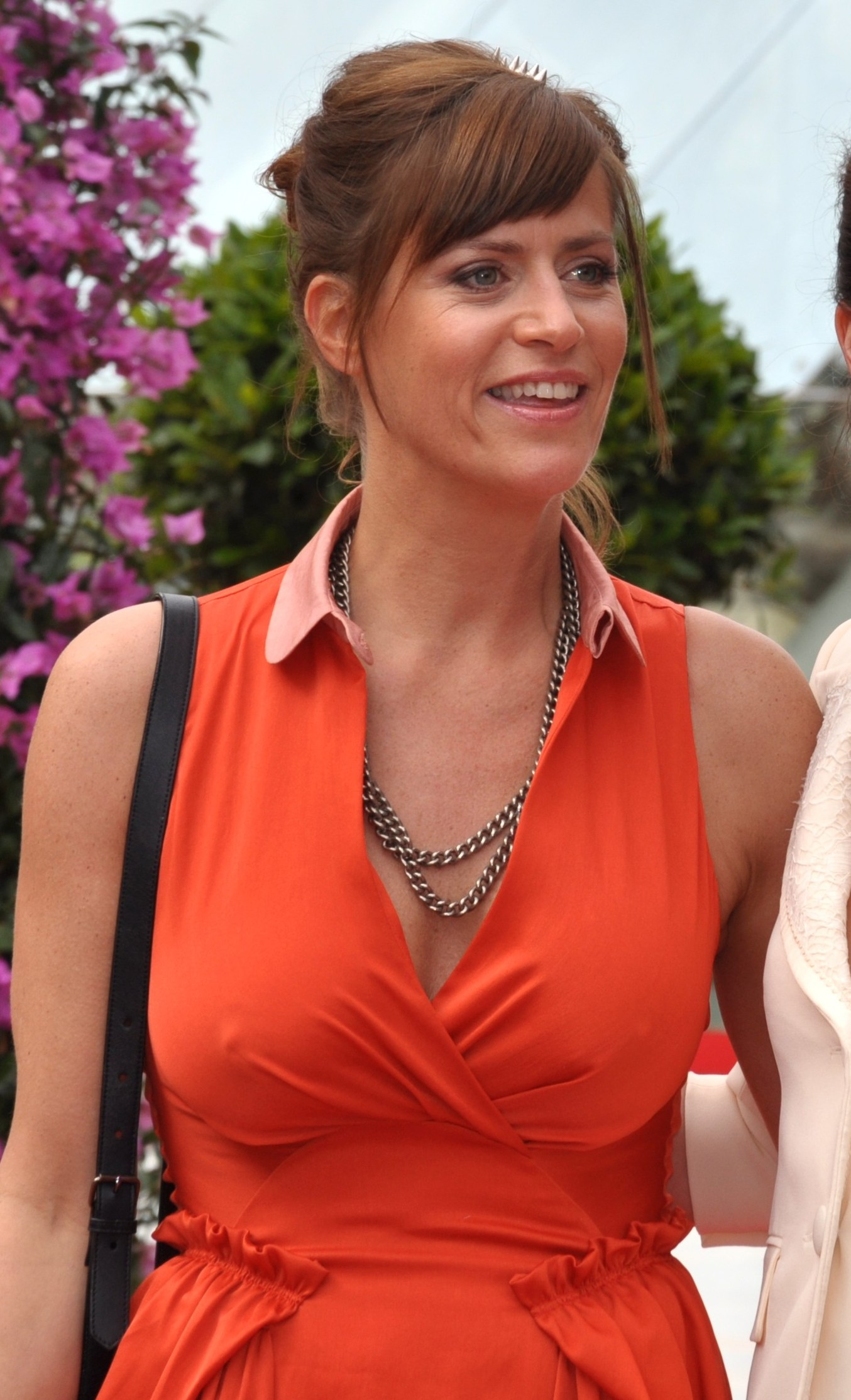
Anne Caillon

- Scénario : Ingrid Desjours et Marc-Antoine Laurent
- Date de diffusion :
  - le 23 décembre 2022 sur RTS Un
  - le 7 avril 2023 sur France 3, (4,81 millions de téléspectateurs / 24,9 % de part de marché)[71]
- Résumé : Nelly, une jeune femme qui participait au concours de Miss Alpes est retrouvée inanimée dans les remparts de Crémieu.
- Distribution :
  - Yann Sundberg : Antoine
  - Anne Caillon : Claire Bertin
  - David Brécourt : Julien Valençon
  - Anaëlle Duguet : Manon/Nelly
  - Lou Ladegaillerie : Emma Favre
- Tournage : du 7 mars au 2 mai 2022 notamment à Crémieu[72],[73]

### Épisode 2:Zone blanche
- Numéro de production : 26 (7-02)
- Réalisation : Jérôme Portheault

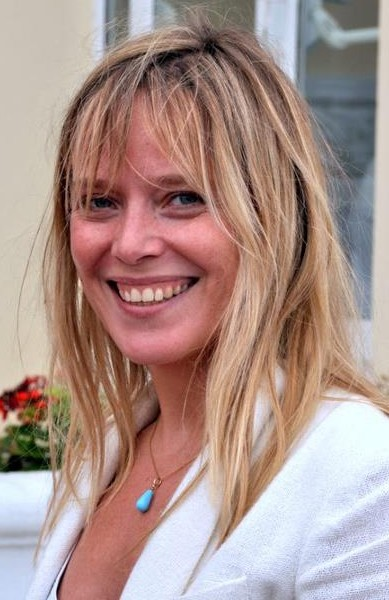
Marie Guillard

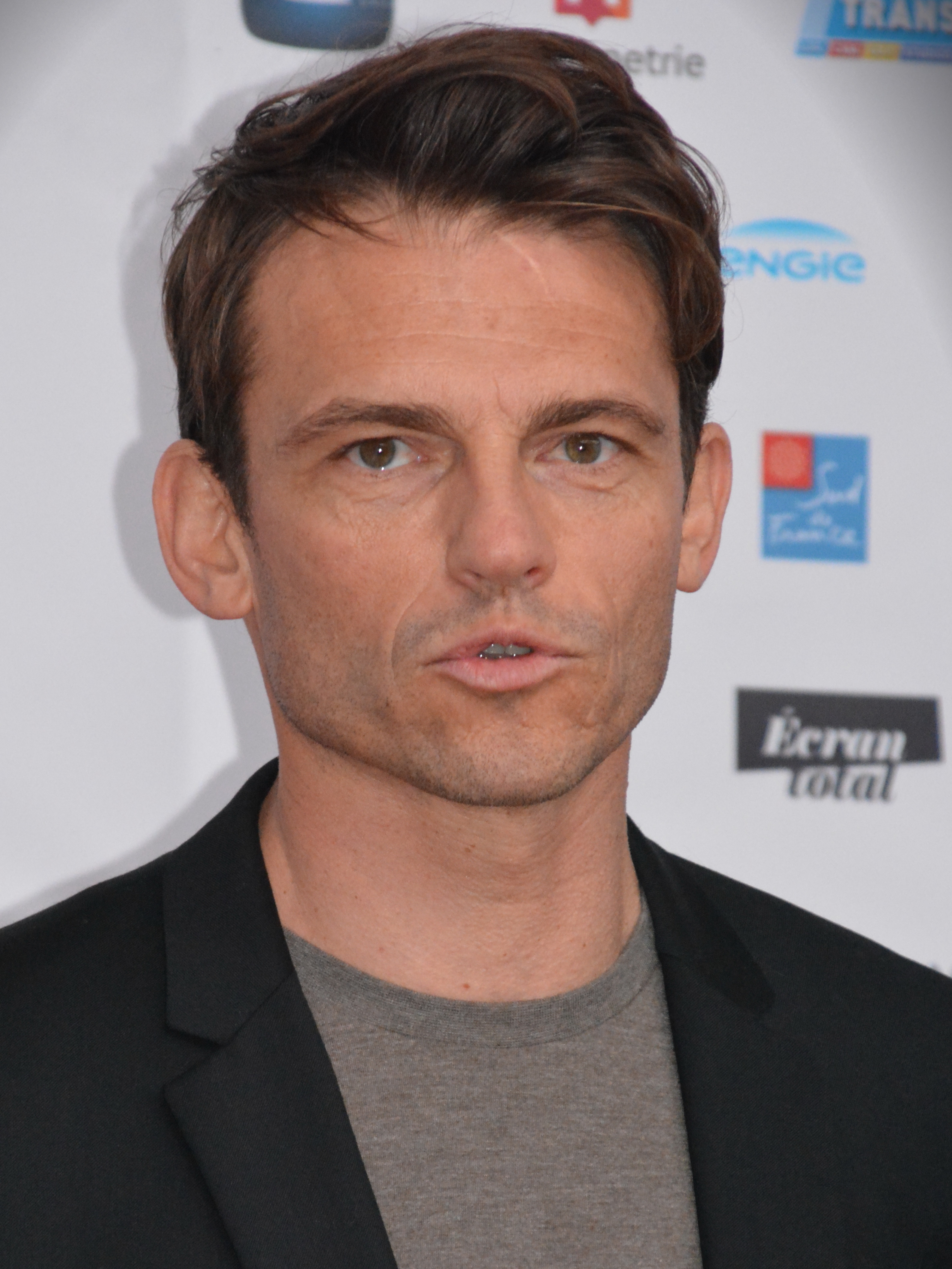
Arnaud Binard

- Scénario : Frédéric Faurt et Lionel Pasquier
- Tournage : du 7 mars au 2 mai 2022[73]
- Date de diffusion :
  - le 30 décembre 2022 sur RTS Un
  - le 14 avril 2023 sur France 3, (4,78 millions de téléspectateurs / 24,6 % de part de marché)[74]
- Résumé : Le maire du village de Saint-Falcon, situé en zone blanche, est retrouvé assassiné.
- Distribution :
  - Yann Sundberg : Antoine
  - Boris Baroux : Arnaud Sabatini
  - Carole Richert : Esther Sabatini
  - Arnaud Binard : Rémi Vernier
  - Marie Guillard : Jeanne Carroz
  - Isabelle Tanakil : Marianne Veyrat
  - Sébastien Bonnet : Nicolas Allain
  - Arnaud Guitton : curé Chaillet
  - Luc Chambon : résident 1
  - Nathalie Afferri : résident 2
  - Valérie Pastre : résident 3
  - Grégory Gardon : résident 4
  - Charlotte Michelin : résident 5
  - Gilles Chabrier : Paul Sabatini
  - Bernard Villanueva : Oscar
  - Alvin Platre : Victor
- Lieux de tournage : Communes de Jarsy, d'École, Saint-Jorioz, Talloires-Montmin, d'Irigny, Neuville-sur-Saône, Grézieu-la-Varenne.

### Épisode 3:Ondes de choc
- Numéro de production : 27 (7-03)
- Réalisation : Floriane Crépin

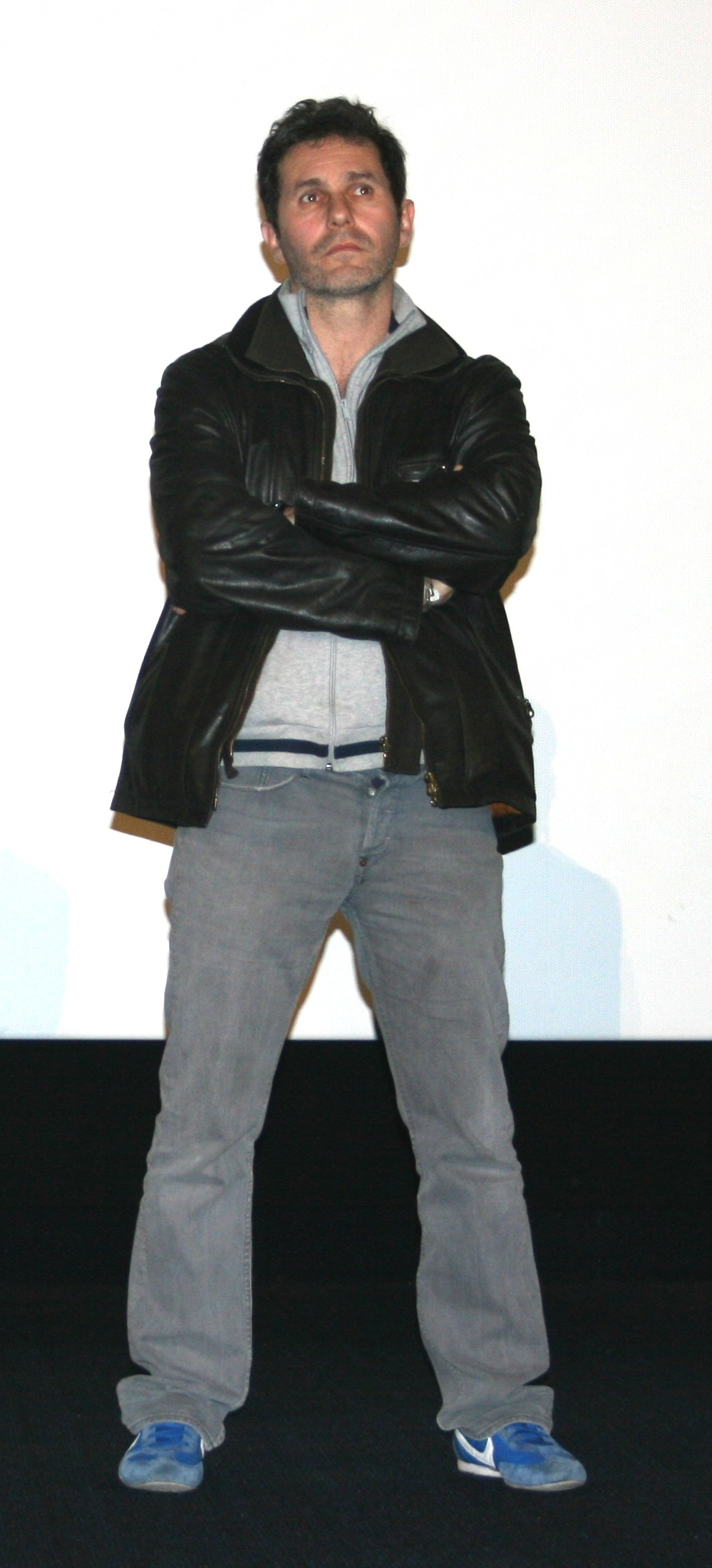
Serge Hazanavicius

- Scénario : Natascha Cucheval et Iris Ducorps
- Date de diffusion :
  - le 18 avril 2023 sur RTS Un
  - le 21 avril 2023 sur France 3, (5,19 millions de téléspectateurs / 27,1 % de part de marché)[75]
- Résumé : Laura Rivière, une ancienne championne de natation est retrouvée noyée.
- Distribution :
  - Marie-Aude Barrez : Laura Rivière
  - Valérie Vérone : Sarah
  - Fanny Ami : Lili
  - Serge Hazanavicius : Patrick Weber
  - Mélanie Maudran : Diane Weber
  - Élisabeth Mbaki : Camille Robert
  - Axel Naroditzky : Stan
  - Antoine Hamel : Olivier Clavel
  - Gabriel Diefenthal : Thomas Clavel
  - Marie Berto : Maryline Rivière
- Tournage : du 26 septembre au 23 novembre 2022, notamment à Annemasse[76].

### Épisode 4:Une cuisine de caractère

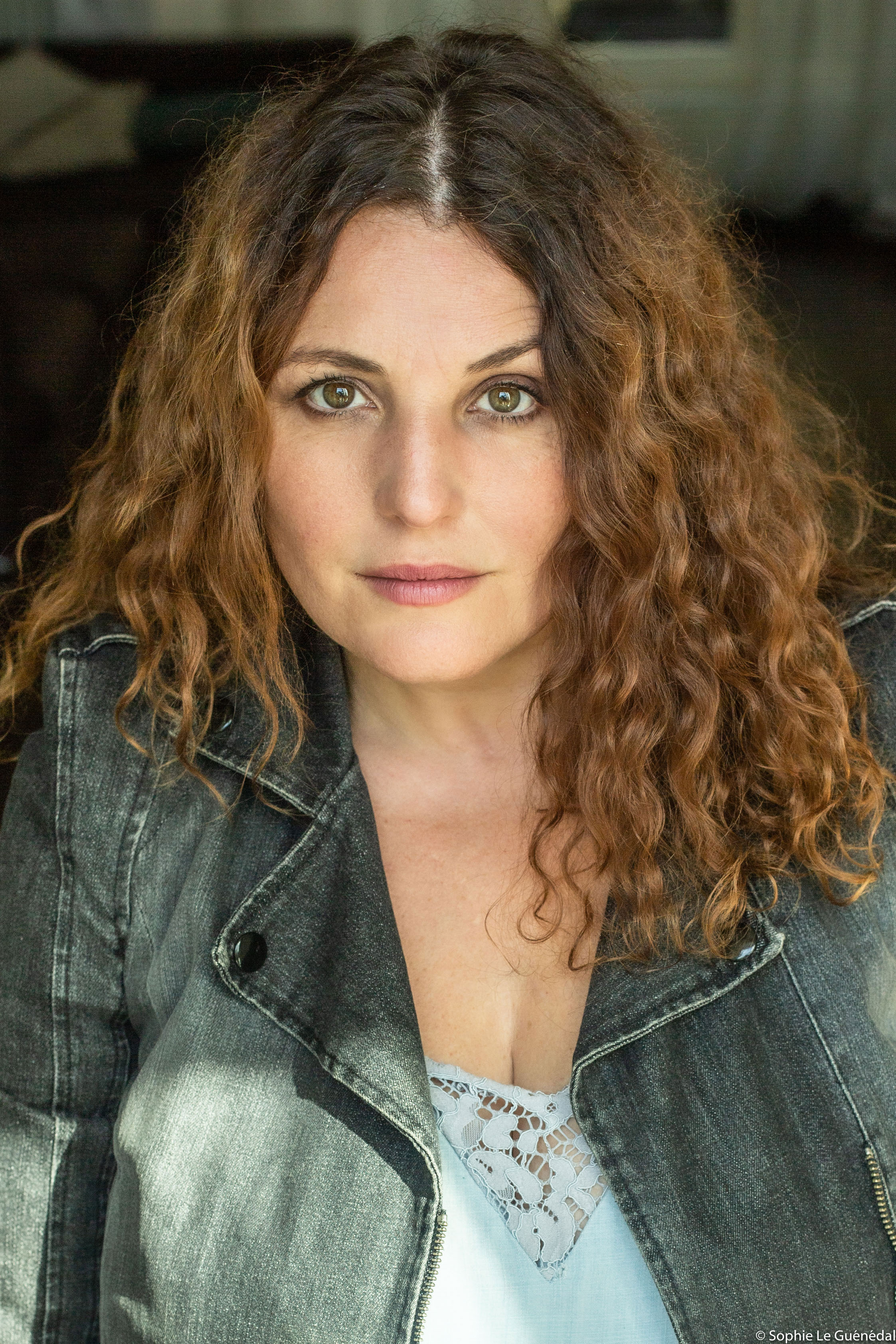
Maud Le Guénédal

- Numéro de production : 28 (7-04) (la Suisse diffuse cet épisode sous le numéro 8-01 attribuant cet épisode à la saison 8)
- Réalisation : Floriane Crépin
- Scénario : Alysse Hallali, Thibaud Martin et Laurent Vivier
- Date de diffusion :
  - le 25 avril 2023 sur RTS Un
  - le 30 mars 2024 sur France 3, (4,12 millions de téléspectateurs / 23,7 % de part de marché)[77]
- Résumé : Tiffany, nouveau bras droit d'un grand chef étoilé, est retrouvée morte dans un champ cultivé en permaculture près du restaurant. Le fils du chef était le compagnon de la défunte, il est dévasté. Qui en voulait à la victime ? Le coupable fait-il partie de la brigade ou faut-il chercher ailleurs ? Cassandre et son équipe sont saisis de l'enquête. Leurs recherches ne sont pas simples car ils ignorent les codes de ce milieu, ils ont l'impression de devoir marcher sur des œufs.....
- Distribution :
  - Maud Le Guénédal : Lucie Frondeau
  - Laurent Bateau : Gilles Bouvier
  - Isabelle Renauld : Maria Bouvier
  - Juliet Lemonnier : Amandine Corvoisier
  - Nicolas Bauwens : Gabriel Bouvier
  - Yann Papin : Hector Barollo
  - Olivier Ledauphin : Constant Zeller
  - Léa Pellin : Tiffany
  - Charlotte Robin : Estelle Latour
  - Pauline Tanca : Bertier
  - Fanny Ami : Roussel
  - Valérie Vérone : Sarah
- Tournage : du 26 septembre au 23 novembre 2022[78] notamment à Talloires[79].

## Saison 8 (2023-2025)

### Épisode 1:L'étoile du berger
- Numéro de production : 29 (8-01)
- Réalisation : Éric Le Roux
- Scénario : Fred Monard
- Date de diffusion :
  - le 1er avril 2024 sur RTS Deux (?)

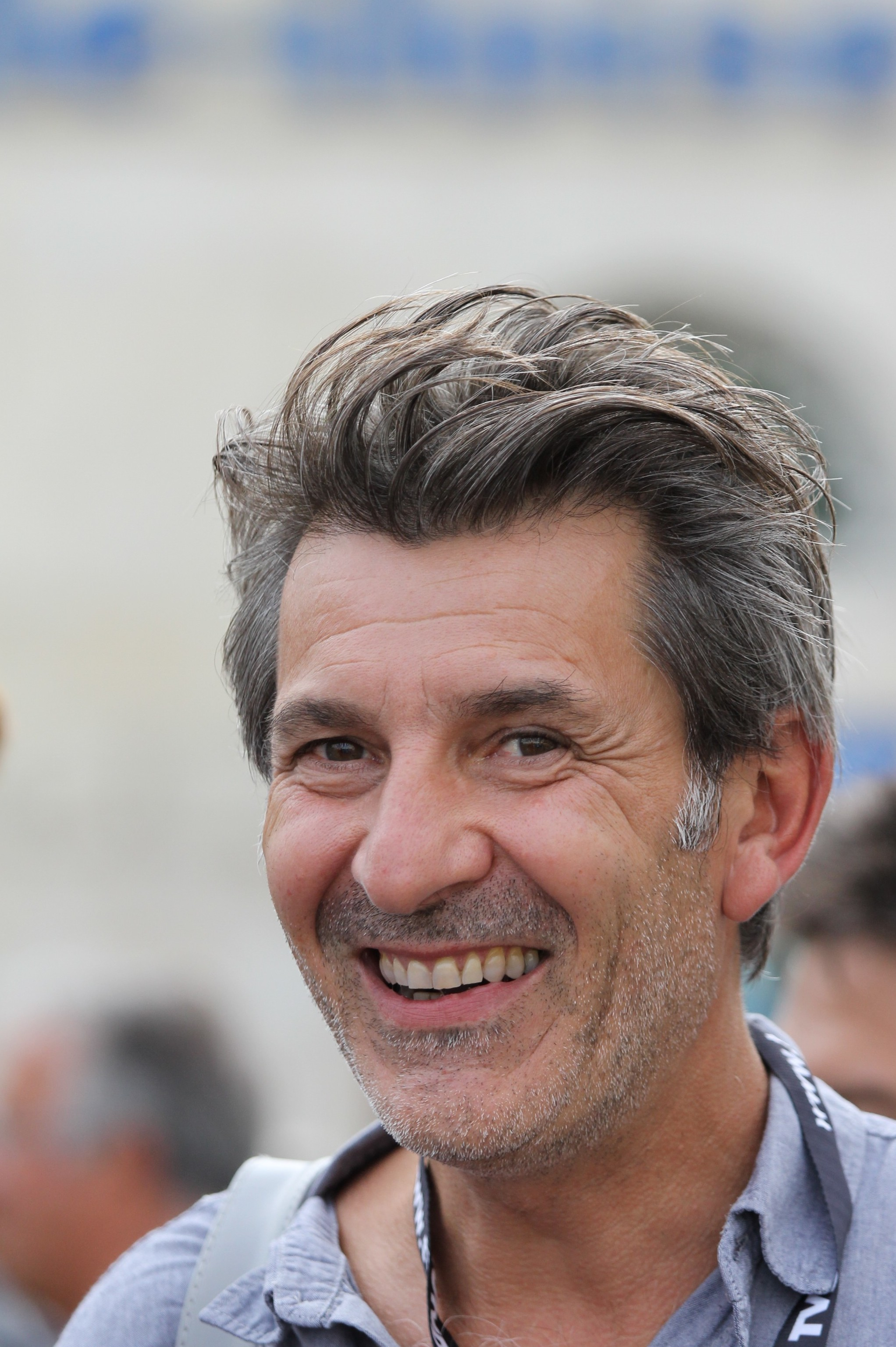
Fred Bianconi

  - le 6 avril 2024 sur France 3, (4,40 millions de téléspectateurs / 24,7 % de part de marché)[80]
- Résumé :
- Distribution : 
  - Anna Mihalcea : Emilie Marin
  - Chiara Collet : Sandrine Tardieu
  - Fred Bianconi : Jérôme Tardieu
  - Évelyne El Garby-Klaï : Isabelle Grangier
  - Louis Duneton : Maxime Chalandon
  - Noël Faure : Gilles Lemaître
- Tournage : du 2 mai au 28 juin 2023[81]

### Épisode 2:Dernière danse
- Numéro de production : 30 (8-02)
- Réalisation : Éric Le Roux
- Scénario : Fred Monard
- Date de diffusion :
  - le 9 avril 2024 sur RTS Un

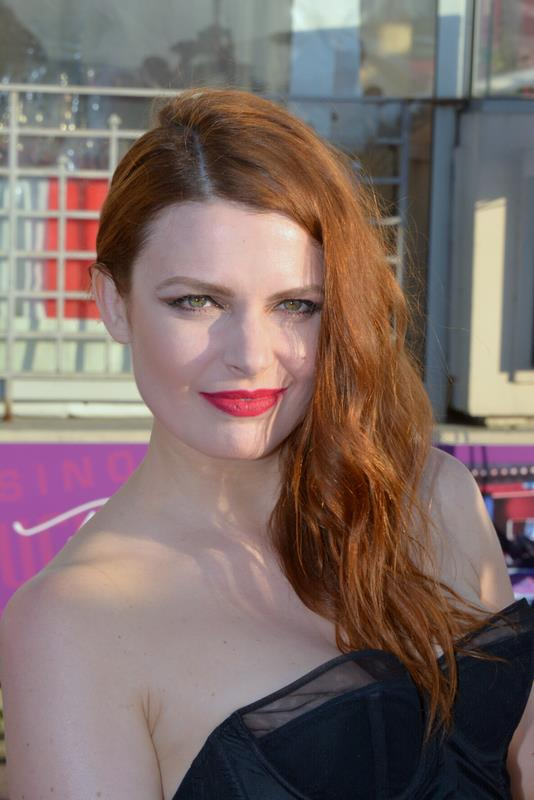
Elodie Frégé

  - le 13 avril 2024 sur France 3, (4,12 millions de téléspectateurs / 24,6 % de part de marché)[82]
- Résumé : La directrice d'une école de danse urbaine, Constance Montarras, a été poussée par l'une des fenêtres de l'établissement. Les jeunes danseurs sont sous le choc. Dani Rivoire, une ancienne danseuse étoile de l'Opéra de Paris, est de retour à Annecy depuis trois mois. Cette dernière et sa fille, Mona, semblent particulièrement éprouvées par l'accident. Cassandre et son équipe vont devoir comprendre les liens entre les différents protagonistes dans cette affaire, et notamment de cette école. Quel(s) secret(s) a bien pu coûter la vie à Constance Montarras.
- Distribution :
  - Élodie Frégé : Dani Rivoire
  - Cédric Chevalme : Léo Montarras
  - Loriane Chatelain : Amel Leoni
  - Hélie-Rose Dalmay : Mona Lefevre
  - Nicolas Sumien : Étienne Moreno
  - Chrystal Boursin : Lucie Laute
- Tournage : du 2 mai au 28 juin 2023[81]

### Épisode 3:Dans la tempête
- Numéro de production : 31 (8-03)
- Réalisation : Mathilde Vallet
- Scénario : Frédéric Chansel
- Date de diffusion :
  - le 16 juillet 2024 sur RTS Un

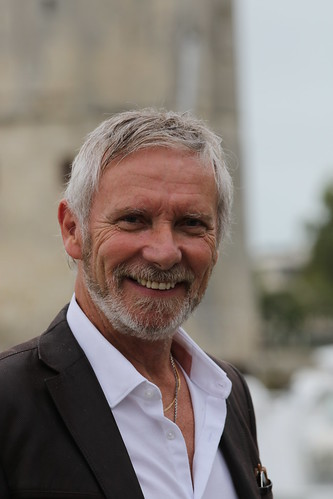
Geoffroy Thiebaut

  - le 22 février 2025 sur France 3, (4,30 millions de téléspectateurs / 23,7 % de part de marché)[83]
- Résumé : Une enquête sur le meurtre du directeur d'un hôtel où sont réunis les convives d'un mariage et dans lequel Cassandre et Roche sont bloqués à cause d'une tempête. Tous deux commencent les investigations avant l'arrivée des renforts.
- Distribution :
  - Geoffroy Thiebaut : Franck Barzetti
  - Tom Darmon : Stéphane Barzetti
  - Lola Aubriere : Delphine
  - Corinne Valancogne : Cathy
  - Rosie Boccardi : Maimouna
  - Gilles Graveleau : Florian Roussel
  - Mélanie Guth : Agnès Barzetti
  - Marie Torreton : Nadia Longo
  - Ababacar Sow : Djibril
  - Jean-Claude Bolle-Reddat : le couturier
- Tournage : du 16 octobre au 10 novembre 2023[84], en Haute-Savoie et en Savoie : Commune de Cruseilles, villes de Cessens-Entrelacs, Conjux, Chindrieux, Saint-Pierre-de-Chandieu.

### Épisode 4:Les amants du lac
- Numéro de production : 32 (8-04)
- Réalisation : Jérôme Portheault

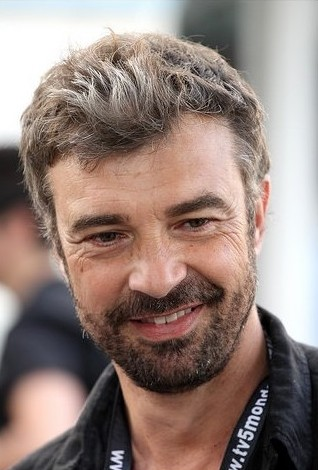
Jean-Pierre Michaël

- Scénario : Emmanuelle Michaux, Laurent Vivier
- Date de diffusion :
  - le sur RTS Deux
  - le 1er mars 2025 sur France 3, (4,11 millions de téléspectateurs / 22,8 % de part de marché)[85]
- Résumé : Un jeune homme est retrouvé mort sur le bord du lac d'Annecy.
- Distribution :
- Jean-Pierre Michaël : Stéphane Pradon
- Tournage : du 26 février au 18 avril 2024[86].

### Épisode 5:À toute volée
- Numéro de production : 33 (8-05)
- Réalisation : Jérôme Portheault
- Scénario :  Fred Monard
- Date de diffusion :
  - le 21 février 2025 sur RTS Un
  - le 8 mars 2025 sur France 3, (3,93 millions de téléspectateurs / 23 % de part de marché)[87]
- Résumé : Cassandre vient en aide à un jeune homme attaqué au couteau
- Distribution :
- Stéphan Guérin-Tillié
- Vincent Deniard
- Tournage : du 26 février au 18 avril 2024[86]

## Saison 9 (2025-2026)

### Épisode 1:Un homme parfait
- Numéro de production : 34 (9-01)
- Réalisation : Carole Kornmann
- Scénario : Iris Ducorps et Natacha Cucheval
- Date de diffusion :
  - le  sur RTS Un
  - le  sur France 3
- Résumé : Un pompier est retrouvé mort dans des circonstances suspectes.
- Distribution :
- Raphaëlle Agogué
- Tournage : de septembre à octobre 2024 notamment à Grigny-sur-Rhône[88]

### Épisode suivants
Les épisodes 35 et 36 sont tournés de mars à mai 2025.
L'épisode 37 sera tourné en septembre 2025. A priori l'E37 devrait être tourné plus tôt (du 23 juin au 18 juillet).

## Tableau des épisodes
| N° épisode | Saison | Épisode | Titre de l'épisode         | Réalisateur       | Première diffusion France | Audience TV France (en millions) | Part de marché | Rang | DVD |
| ---------- | ------ | ------- | -------------------------- | ----------------- | ------------------------- | -------------------------------- | -------------- | ---- | --- |
| 1          | 1      | 1       | Le Saut de l'ange (pilote) | Éric Duret        | 28 novembre 2015          | 3,94                             | 17,2 %         | 2    | ✔️  |
| 2          | 1      | 2       | L'École est finie          | Éric Le Roux      | 28 mai 2016               | 2,75                             | 12,7 %         | 2    | ✔️  |
| 3          | 1      | 3       | Neiges éternelles          | Bruno Garcia      | 11 février 2017           | 3,99                             | 18,0 %         | 1    | ✔️  |
| 4          | 1      | 4       | Turbulences                | Éric Le Roux      | 18 février 2017           | 3,72                             | 16,7 %         | 2    | ✔️  |
| 5          | 2      | 1       | Retour de flamme           | Hervé Renoh       | 27 janvier 2018           | 4,00                             | 17,7 %         | 2    | ✔️  |
| 6          | 2      | 2       | Le Pacte                   | Sylvie Ayme       | 3 février 2018            | 3,90                             | 17,5 %         | 2    | ✔️  |
| 7          | 2      | 3       | À contre-courant           | François Guérin   | 10 février 2018           | 3,96                             | 17,3 %         | 2    | ✔️  |
| 8          | 2      | 4       | Le Valet noir              | Benoît d'Aubert   | 17 février 2018           | 4,22                             | 19,0 %         | 2    | ✔️  |
| 9          | 3      | 1       | Fausse note                | Éric Le Roux      | 2 février 2019            | 4,43                             | 20,3 %         | 1    | ✔️  |
| 10         | 3      | 2       | Mort blanche               | Éric Le Roux      | 23 février 2019           | 3,96                             | 18,5 %         | 2    | ✔️  |
| 11         | 3      | 3       | Sans condition             | Hervé Renoh       | 9 février 2019            | 3,85                             | 17,8 %         | 2    | ✔️  |
| 12         | 3      | 4       | Le loup gris               | François Guérin   | 16 février 2019           | 3,96                             | 18,4 %         | 2    | ✔️  |
| 13         | 4      | 1       | Une vie meilleure          | Bruno Garcia      | 29 février 2020           | 3,80                             | 18,4 %         | 2    |     |
| 14         | 4      | 2       | Secret assassin            | Sylvie Ayme       | 7 mars 2020               | 3,78                             | 18,6 %         | 2    |     |
| 15         | 4      | 3       | La Rançon du silence       | Sylvie Ayme       | 14 mars 2020              | 4,44                             | 19,3 %         | 1    |     |
| 16         | 4      | 4       | Pain béni                  | Marwen Abdallah   | 21 mars 2020              | 5,24                             | 20,2 %         | 1    |     |
| 17         | 5      | 1       | Temps mort                 | François Guérin   | 1er mai 2021              | 5,17                             | 20,8 %         | 1    |     |
| 18         | 5      | 2       | Nature blessée             | François Guérin   | 8 mai 2021                | 5,09                             | 22,6 %         | 1    |     |
| 19         | 5      | 3       | Les compagnons             | Marwen Abdallah   | 15 mai 2021               | 4,89                             | 20,6 %         | 2    |     |
| 20         | 5      | 4       | Le Secret d'Angèle         | Marwen Abdallah   | 2 avril 2022              | 4,54                             | 22,5 %         | 1    |     |
| 21         | 6      | 1       | Les régates                | Éric Le Roux      | 9 avril 2022              | 4,84                             | 23,9 %         | 1    |     |
| 22         | 6      | 2       | Le Secret de la ruche      | Éric Le Roux      | 16 avril 2022             | 4,25                             | 22,3 %         | 1    |     |
| 23         | 6      | 3       | Les sentiers de la mort    | Pascale Guerre    | 5 novembre 2022           | 4,86                             | 22,4 %         | 1    |     |
| 24         | 6      | 4       | La Forêt rouge             | Mathilde Vallet   | 12 novembre 2022          | 4,36                             | 20,3 %         | 1    |     |
| 25         | 7      | 1       | Beauté éternelle           | Jérôme Portheault | 7 avril 2023              | 4,81                             | 24,9 %         | 1    |     |
| 26         | 7      | 2       | Zone blanche               | Jérôme Portheault | 14 avril 2023             | 4,78                             | 24,6 %         | 1    |     |
| 27         | 7      | 3       | Onde de choc               | Floriane Crépin   | 21 avril 2023             | 5,19                             | 27,1 %         | 1    |     |
| 28         | 7      | 4       | Une cuisine de caractère   | Floriane Crépin   | 30 mars 2024              | 4,12                             | 23,7 %         | 1    |     |
| 29         | 8      | 1       | L'étoile du berger         | Éric Le Roux      | 6 avril 2024              | 4,40                             | 24,7 %         | 1    |     |
| 30         | 8      | 2       | Dernière danse             | Éric Le Roux      | 13 avril 2024             | 4,12                             | 24,6 %         | 1    |     |
| 31         | 8      | 3       | Dans la tempête            | Mathilde Vallet   | 22 février 2025           | 4,30                             | 23,7 %         | 1    |     |
| 32         | 8      | 4       | Les amants du lac          | Jérôme Portheault | 1er mars 2025             | 4,11                             | 22,8 %         | 1    |     |
| 33         | 8      | 5       | À toute volée              | Jérôme Portheault | 8 mars 2025               | 3,93                             | 23,0 %         | 1    |     |
| 34         | 9      | 1       | Un homme parfait           | Carole Kornmann   | 2026                      |                                  |                |      |     |

- Le plus haut chiffre d'audience
- Le plus bas chiffre d'audience

## Accueil critique
Le magazine belge Moustique voit en Cassandre une « figure sombre de Candice Renoir ». La journaliste note le même filon romantique entre les deux héroïnes : « l'ambiguïté de la relation avec [leur] second » mais « Gwendoline Hamon a su lui donner une identité ». Les paysages des Alpes sont aussi salués. L'article consacré à la saison 3 conclut que « sans vraiment se démarquer de ses consœurs françaises, Cassandre s'impose néanmoins comme une série solide ».

## Distinctions
- Festival Polar de Cognac 2017 : Prix Polar de la meilleure série française ou francophone de télévision, Épisode 1 de la Saison 2, Retour de flamme[3].
- Festival Polar de Cognac 2019 : Meilleure série francophone, section dramatique[92]

## Autres pays
La série est introduite en République tchèque sous le nom tchèque Komisařka Florence (Commissaire Florence).